# Pintura de Portugal

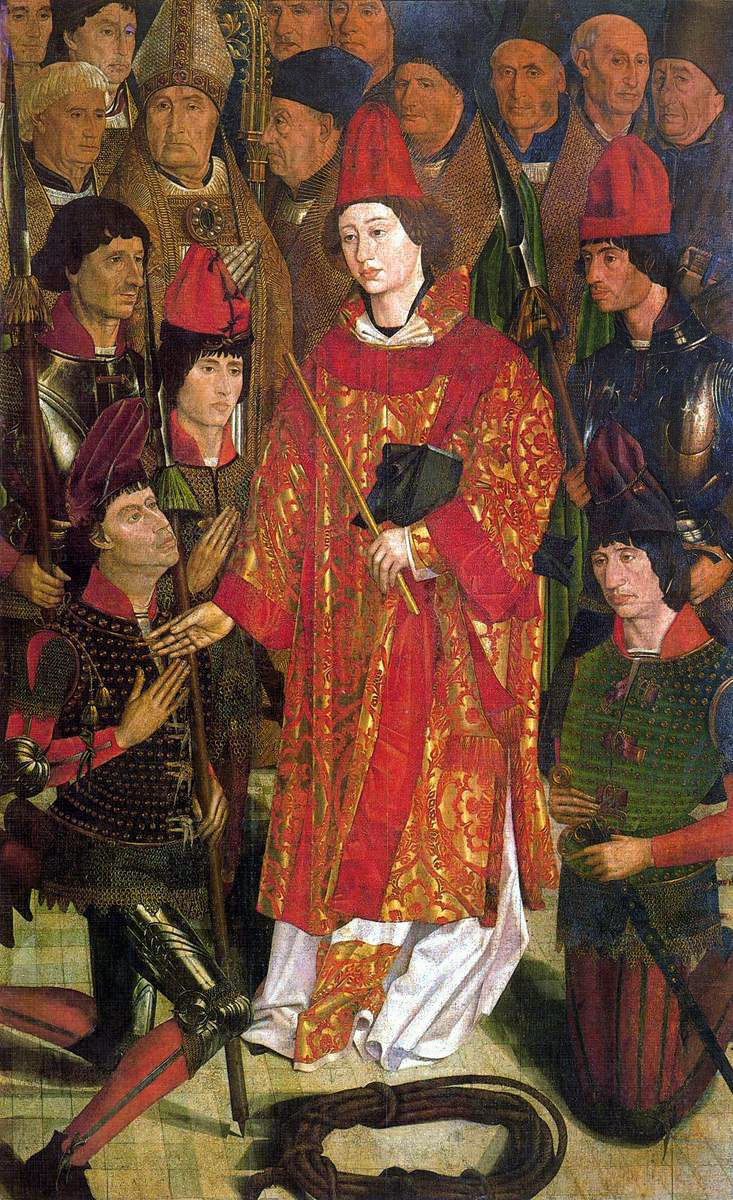
Nuno Gonçalves: Paanell del Políptico de São Vicente, c.1470 i 1480. Museu Nacional d'Art Antic

L'escassetat de relíquies pictòriques a Portugal anteriors al segle XV va dur a la formulació d'una creença segons la qual en aquest país la pintura va aflorar a partir del Renaixement, no obstant això, l'absència d'exemples concrets no significa que les societats locals de temps remots, precursores de l'actual estat portuguès, no practiquessin aquest art i que, contràriament al que sovint se suposa, la pintura de Portugal té una tradició antiquíssima. Malauradament, per diferents circumstàncies, la majoria de les obres produïdes abans de mitjans del període gòtic han desaparegut, i les poques que han sobreviscut són per aquest motiu molt preuades, sent com són els únics testimonis d'una tradició artística que es remunta a la prehistòria. A partir del Renaixement, de fet, coincidint amb l'etapa dels descobriments i de l'establiment de diverses colònies ultra-mar, les grans riqueses que van arribar a les metròpolis van servir com un poderós estímul per a la intensificació de l'intercanvi cultural i comercial amb la resta d'Europa i per un desenvolupament accelerat i important de totes les arts, beneficiant-se lògicament la pintura d'aquest nou context. Des de llavors, la història de la pintura de Portugal està molt millor documentada, i les seves obres es conserven avui en diversos museus i col·leccions privades nacionals i internacionals.

## Prehistòria i edat antiga
Les pintures prehistòriques que sobreviuen al temps estan inserides generalment en un context religiós, en monuments funeraris, possiblement complint funcions màgiques i evocatives, representant els morts, els deus i elements de la natura, típics de l'art de les societats caçadores-recol·lectores que més tard es basarien en l'agricultura i la ramaderia. D'entre les més importants hi ha el conjunt de la gruta de l'Escoural, amb les pintures rupestres del Paleolític, i el de l'Abric Pinho Monteiro, datat del Neolític, que mostra un parell d'imatges antropomòrfiques vestides, juntament amb animals esquematitzats, que se suposa que representaven les divinitats dels bessons astrals, els acòlits, relacionats amb la sortida i la posta de sol i amb el déu del tro. Un altre exemple significatiu és el de l'Anta pintada de Antelas, de l'Edat del Coure, que consisteix en patrons abstractes i figures en negre i vermell. Segons Mário Varela Gomes, aquesta iconografia deriva de dues fonts possibles: un d'herència caucàsica, resultant de l'arribada a la península Ibèrica de lleves de migrants indo-europeus, i una altra influenciada per l'Orient Pròxim i del Mediterrani oriental, produïda pel contacte que hi avia entre el Portugal prehistòric i aquestes regions, corroborat per una gran quantitat d'artefactes arqueològics d'origen oriental.
La presència d'importants i nombroses ruïnes romanes a Portugal, on es trobaven mosaics de gran refinament en bon estat, suggereix que les elits locals durant el període del domini romà encomanaven també pintures i frescos per decorar interiors, com era la pràctica de tot l'imperi, però dissortadament no han sobreviscut exemples concrets més que en fragments reduïts. A la Casa de Repuxos, a les ruïnes de l'antiga Conímbriga, hi havia fins als anys 60 del segle XX mostres significatives in situ dels frescos, que en bona part van desaparèixer en els següents anys per depredadors i altres problemes de conservació, malgrat que en el Museu Monogràfic de Conímbriga encara s'hi troben parts del que haurien estat grans panells pintats amb motius d'animals, canelobres, frisos i imitacions il·lusionítiques d'elements d'arquitectura.

## Pintura medieval

### Romàntic

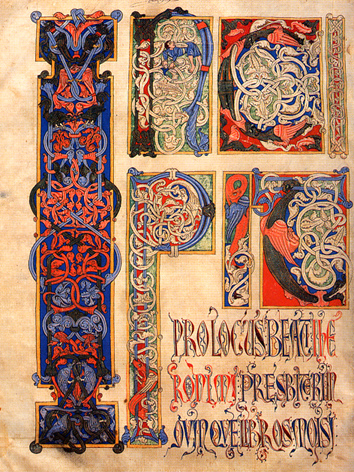
Portada de la Bíblia de Santa Creu de Coïmbra

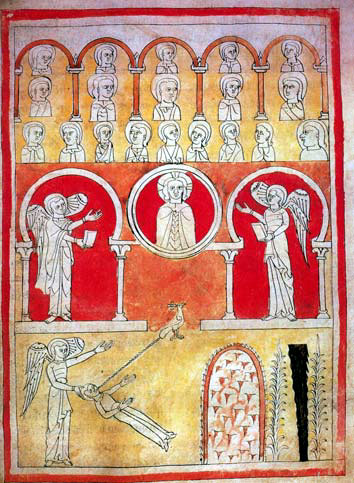
Pàgina del Beatus de Lorvão

Durant la primera edat mitjana hi ha constància que es realitzessin pintures murals en granges i convents, que no han arribat al dia d'avui. La pintura d'aquest període a penes és representada en alguns manuscrits il·luminats produïts en els scriptoria dels monestirs de Santa Creu de Coïmbra, el Monestir de Lorvão i el Monestir d'Alcobaça. D'entre ells, cal destacar el Beatus de Lorvão, o el Llibre de les Aus i la Bíblia de Santa Creu de Coïmbra, tots ells realitzats entorn al segle xii.
A través de l'art il·luminat, un es pot fer la idea de com serien els frescos i retaules medievals destruïts amb el temps, però només com una aproximació, ja que la decoració dels llibres tenia cànons exclusius en alguns aspectes d'aquest gènere de pintura. Les pintures presents en aquests manuscrits impregnen els seus colors amb finalitats simbòliques i alhora expressives. La temàtica és, gairebé sempre, cristiana, i quan es tracten temes profans, tenen finalitats morals. Aquesta iconografia reflecteix l'art típic de la Península Ibèrica en el període romànic, que cristal·litzava una varietat d'influències diverses, mesclant la tradició cristiana amb el paganisme, que sobrevivia a través dels bestiaris, l'art hiberno-saxó i l'estil mossàrab, on l'arc és un element freqüent en l'arquitectura.

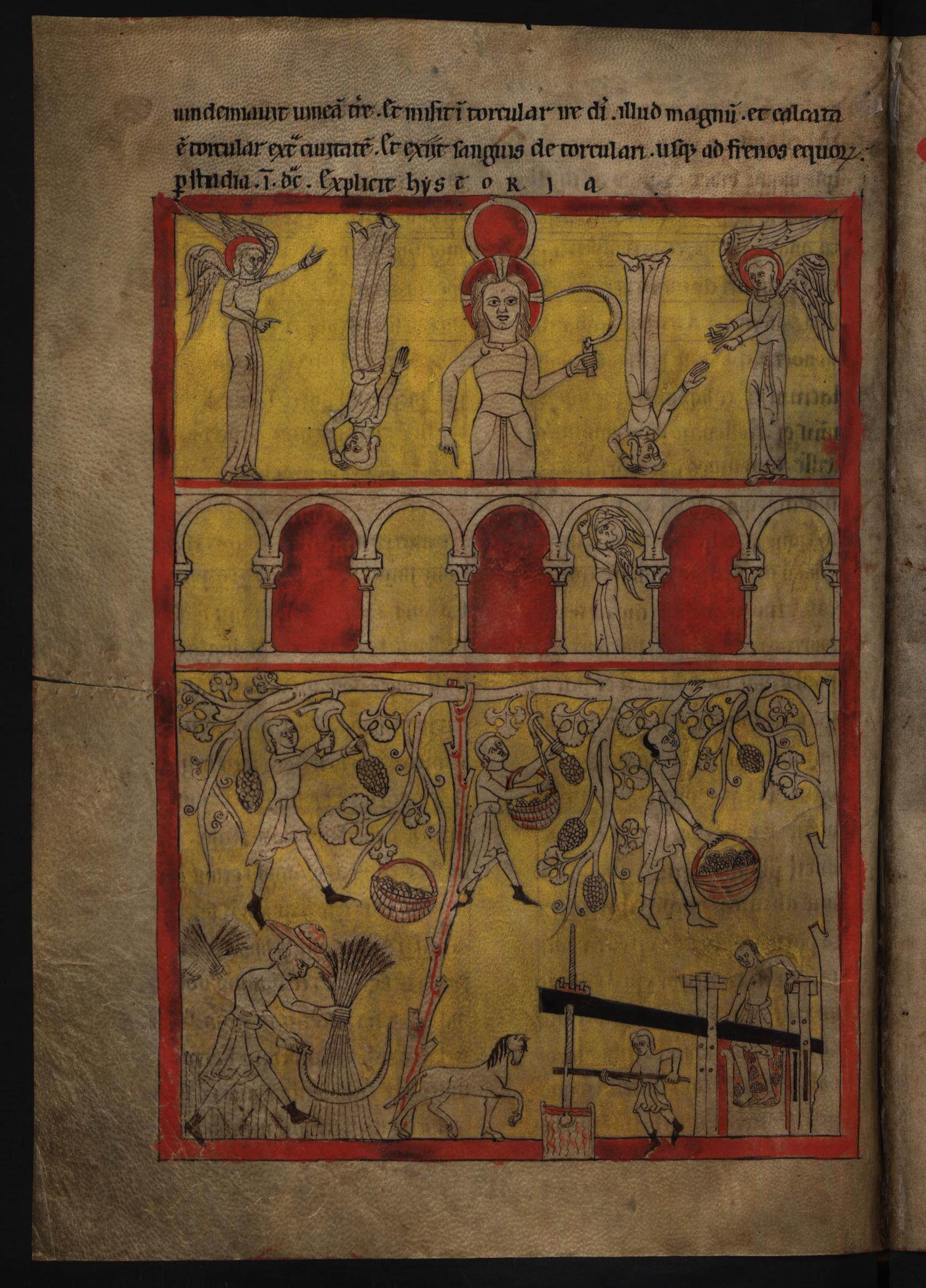
Anònim: Vindima extret del Beatus de Lorvão, 1189. Torre do Tombo
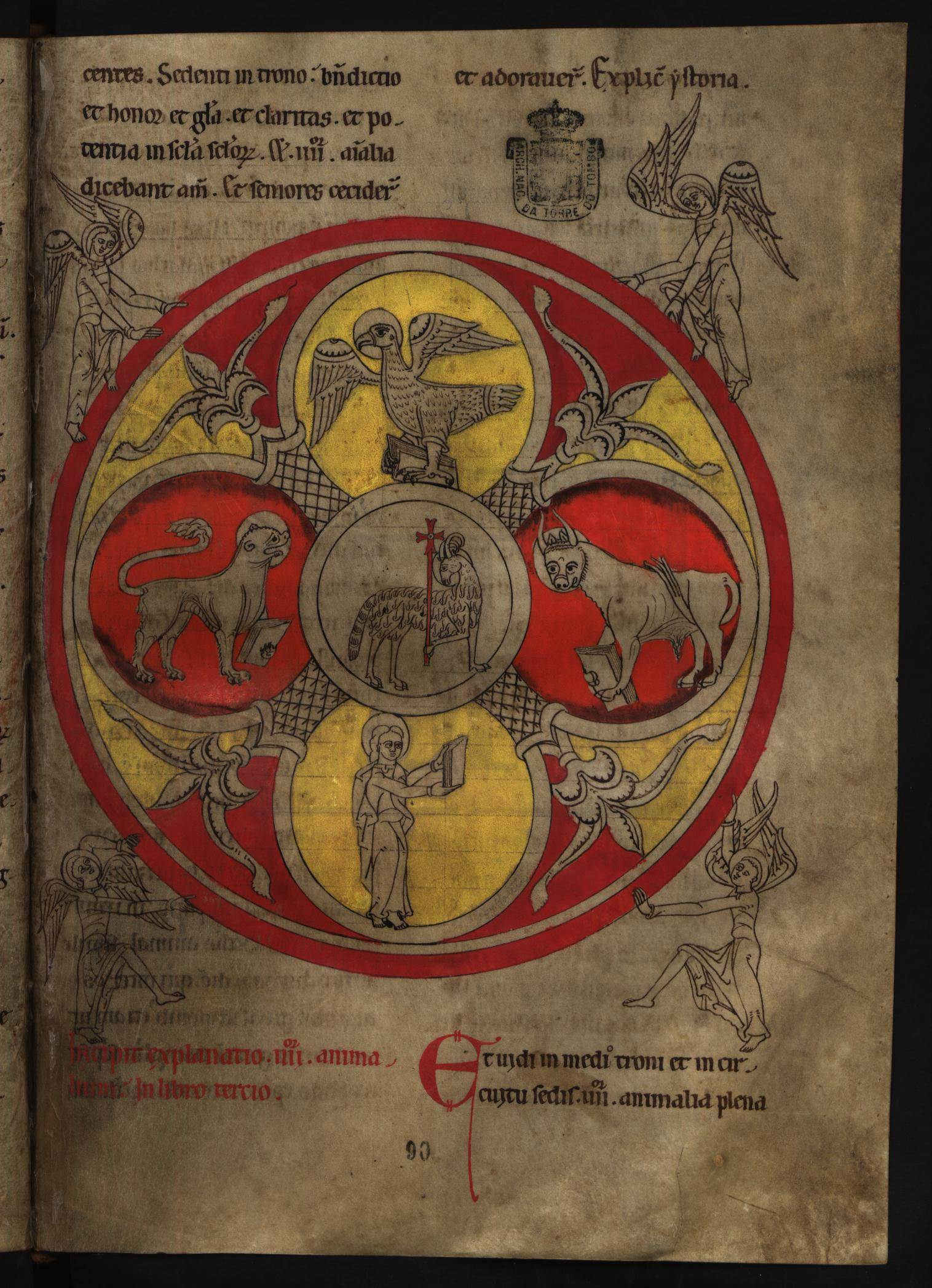
Anònim: Visão do Cordeiro e Quatro Seres extret del Beatus de Lorvão, 1189. Torre do Tombo
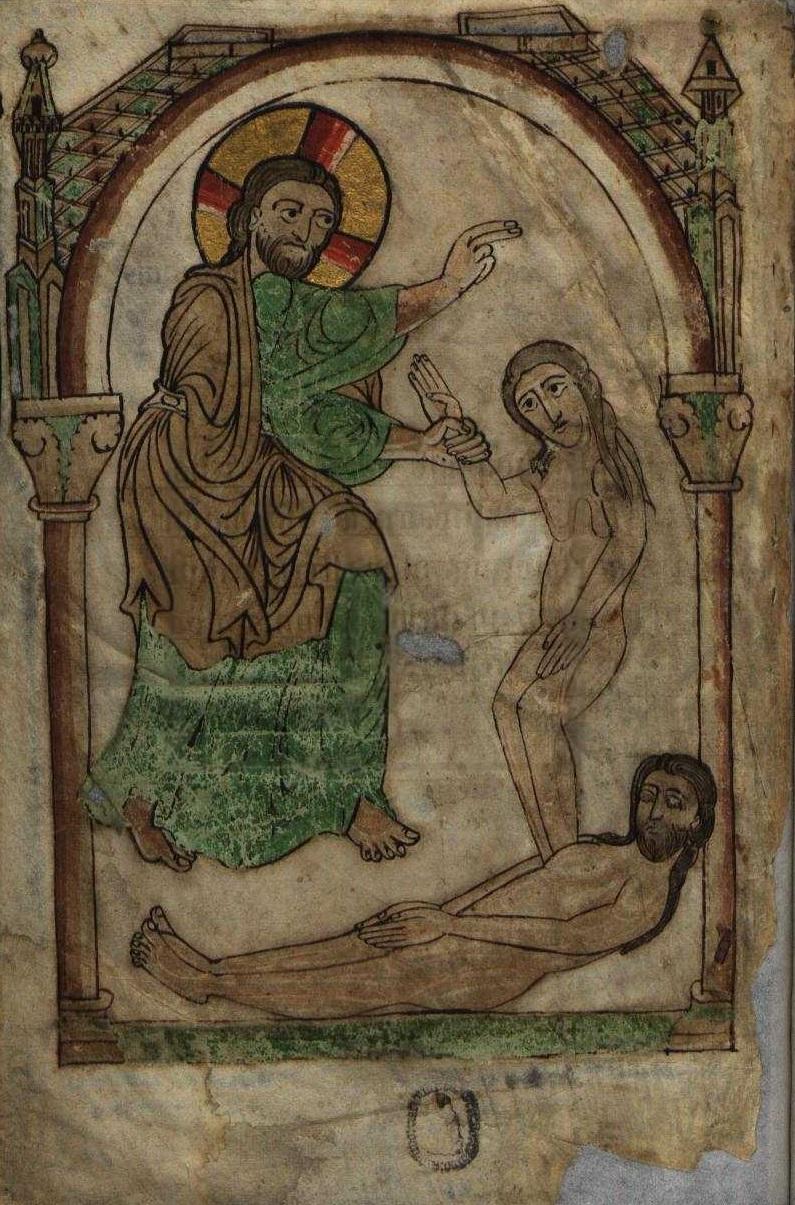
Anònim: Criação de Eva del Llibre de les Aus, 1184. Torre do Tombo

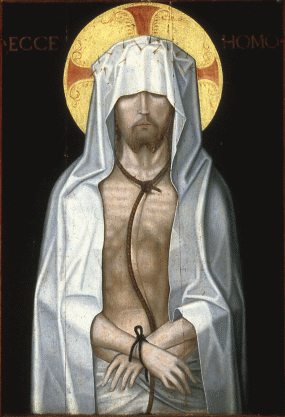
Anònim: Ecce homo,. del Museu Rainha Dona Leonor

### Gòtic
Al llarg de tota l'edat mitjana, l'Església Catòlica es va esforçar a donar una imatge d'una Europa unificada a través de la religió, en què les arts tindrien un paper de relleu en la vehiculació d'ideologies, però a partir del segle xiii, a través de la labor de les ordes mendicants, aquesta pressió es va intensificar. A Portugal, va ser específicament l'Arxidiòcesi de Braga que va exercir un paper de lideratge en aquest procés. En passas del segle XIV al segle xv, el gòtic es va consolidar com un estil internacional exquisit i aristocràtic, amb una gran influència de l'art italià de l'escola senesa com a conquestes d'il·luminats francoflamencs com Barthélemy d'Eyck i dels germans de Limburg en la representació d'espais tridimensionals. La dissolució definitiva de la rigidesa d'herència medieval primitiva arribaria amb la contribució d'una altra vertent, la del naturalisme del primer Renaixement que es desenvoluparia a Itàlia amb Giotto di Bondone a finals del segle XIV, obrint les portes a una nova concepció de l'art que es definia per un creixent domini de la perspectiva, el clarobscur, i de la representació del cos en un estil menys transcendent i idealitzat, més inspirat en la natura.
El gòtic va començar a florir a Portugal a partir de finals del segle XIV, a través de la importació de pintures flamenques i de manuscrits il·luminats francesos. Una figura important en l'evolució local de l'art va ser la del gran Jan van Eyck, que va romandre al país durant més d'un any, fent escola en l'art portuguès juntament amb altres pintors que li eren contemporanis. Aviat els pintors natius dominarien l'estil, que arribaria a la seva culminació amb Nuno Gonçalves, un dels primers pintors primitius portuguesos, a qui s'atribueix l'autoria dels cèlebres Panells de Sant Vicent de Lisboa, de finals del segle xv, avui al Museu Nacional d'Art Antic. Es tracta de la major obra del gòtic portuguès, i d'un gran exemple de tot l'estil.

Nuno Gonçalves: Políptico de São Vicente.

## Eclecticisme en el Renaixement portuguès del segle XVI: el manierisme
Com s'ha apuntat a l'inici d'aquest article, al tombant dels segles XV i XVI va ser una etapa privilegiada per a la cultura portuguesa. Manuel I de Portugal va dur el regne a una fase d'esplendor, i va desenvolupar un programa ideològic destinat a enaltir la seva autoritat i la grandesa lusitana. Es van dur a terme reformes institucionals, la cultura va rebre un gran estímul, el país es va tornar una verdadera potència naval, líder en grans navegacions, es van fundar colònies lucratives a Amèrica, Àfrica i Àsia que van enriquir la nació, va enfortir els lligams culturals i comercials amb la resta d'Europa i va abraçar l'humanisme. En aquest període la pintura va entrar en una fase de gran prestigi i la importància de l'art flamenc per al rei, pel clero i per la noblesa va arribar a cotes molt altes, arribant-se a disputar entre ells les millors obres dels millors artistes, el ritme de producció dels quals era elevadíssim.

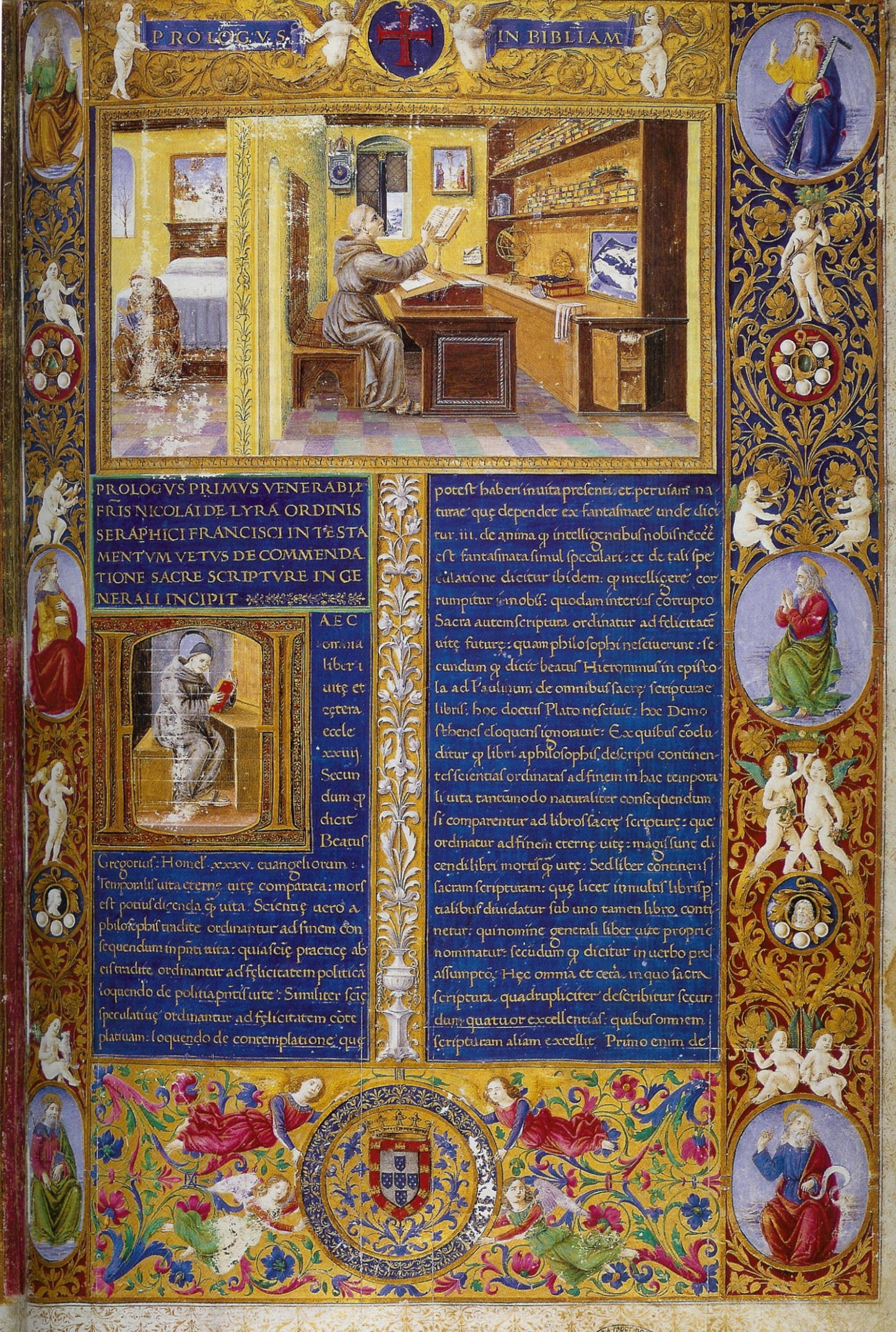
Attavanti di Vante: foli de la Bíblia dels Jerònims, finals del segle XV

La tradició de les il·luminacions va seguir i va destacar el treball d'António d'Holanda, coautor de les il·lustracions del Llibre de Horas de D. Manuel, el manuscrit decorat més important de la transició al Renaixement produït en el país, però encara es van trobar manuscrits més rics a Portugal realitzats per comanda expressa de D. Manuel, com la fantàstica Bíblia dels Jerònims, en set volums, pintada per l'italià Attavante degli Attavanti i els seus ajudants, que constitueixen el primer gran marc i el primer símptoma de la predilecció manuelina per la bellesa i el luxe. D'aquest Bíblia, Paolo d´Ancona va dir que es tractava de l'obra més sumptuosa de quantes sortiren de les oficines florentines en el segle XV.
Cal observar que l'anomenat "Renaixement" a Portugal és un tema de disputa i està rodejada d'una gran imprecisió. El cicle cinccentista portuguès només pot ser considerat un "renaixement" en un sentit figurat, en vista del gran afloriment de totes les arts, però mai no va ser un projecte essencialment classicista com l'italià. Fins a mitjans del segle xvi la pintura portuguesa va provar de ser una supervivència del gòtic nòrdic, encara plena de vitalitat i significat. Els artistes de la tradició manuelina sovint incorporaven ornaments, arquitectures i altres elements classicistes en les sves pintures, però més de forma decorativa que com a essència, excepte potser en algunes obres de Vasco Fernandes com el San Pere Papa, i un canvi més nítid vers el model italià només va començar a fer-se notar al voltant de 1540, quan el classicismo rigorós de l'Alt Renaixement ja havia desaparegut i la tendència dominant a Itàlia ja era el manierisme, que és de fet una escola en molts sentits antieclesiàstica. Així, es va donar a Portugal un salt del gòtic tardà al manierisme, sense una etapa renaixentista autènticament significativa, i estrictament parlant, s'ha de considerar aquest període intersticial com una de les formes del manierisme internacional. Adriano de Gusmão, segons Vítor Serrão, va ser categoritzat en aquest sentit com:
"Italianitzem-nos, sens dubte, però, per regla general, fem-ho sense una subordinació perfecta als motlles italians, tot i que en un decidit camí de modernització. Com els nostres artistes van saber, per instint, incorporar, en certes constants tradicionals, una nova expressió cultural que va seduir quasi tot Europa. No ja un renaixentista pròpiament dit, que no vam recollir en el moment idoni, vinculats llavors als flamencs, que va saber guardar el nostre propi caràcter. Sinó que vam seguir al final, discretament, els nous pares del manierisme, no tant en la finura, l'elegància i la voluptuositat dels mestres de Parma o Florència, sinó en les formes més austeres i clàssiques dels romanistes, que certament quadrarien més amb una societat que s'adheriria a la contrareforma.".

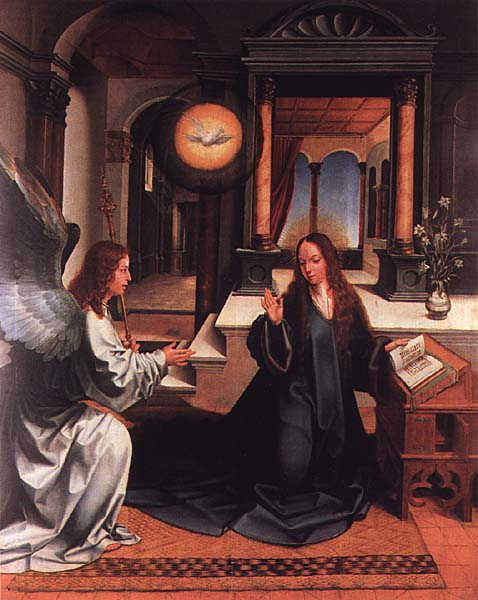
Jorge Afonso: Anunciació, part del Políptic del Convent de la Mare dels Déus, c. 1510. Museu Nacional d'Arte Antic

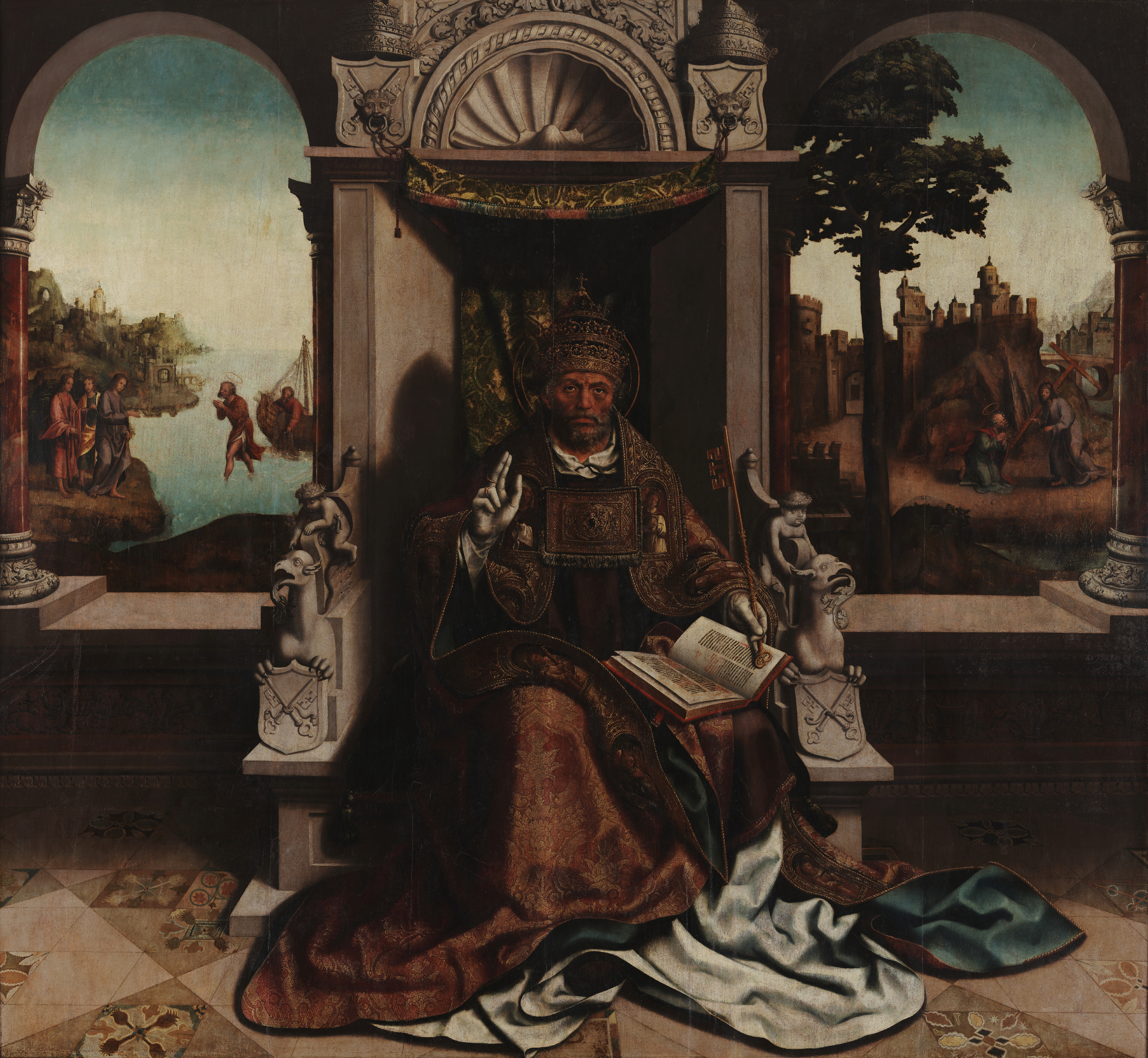
Vasco Fernandes: Sant Pere Papa, c. 1530-1535. Museu Grão Vasco

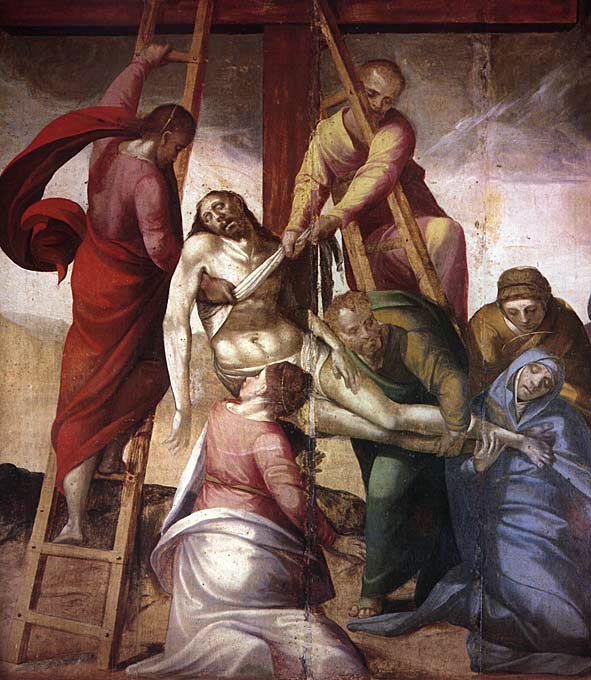
António Nogueira: Descens de la Creu, 1564. Museu Regional de Beja

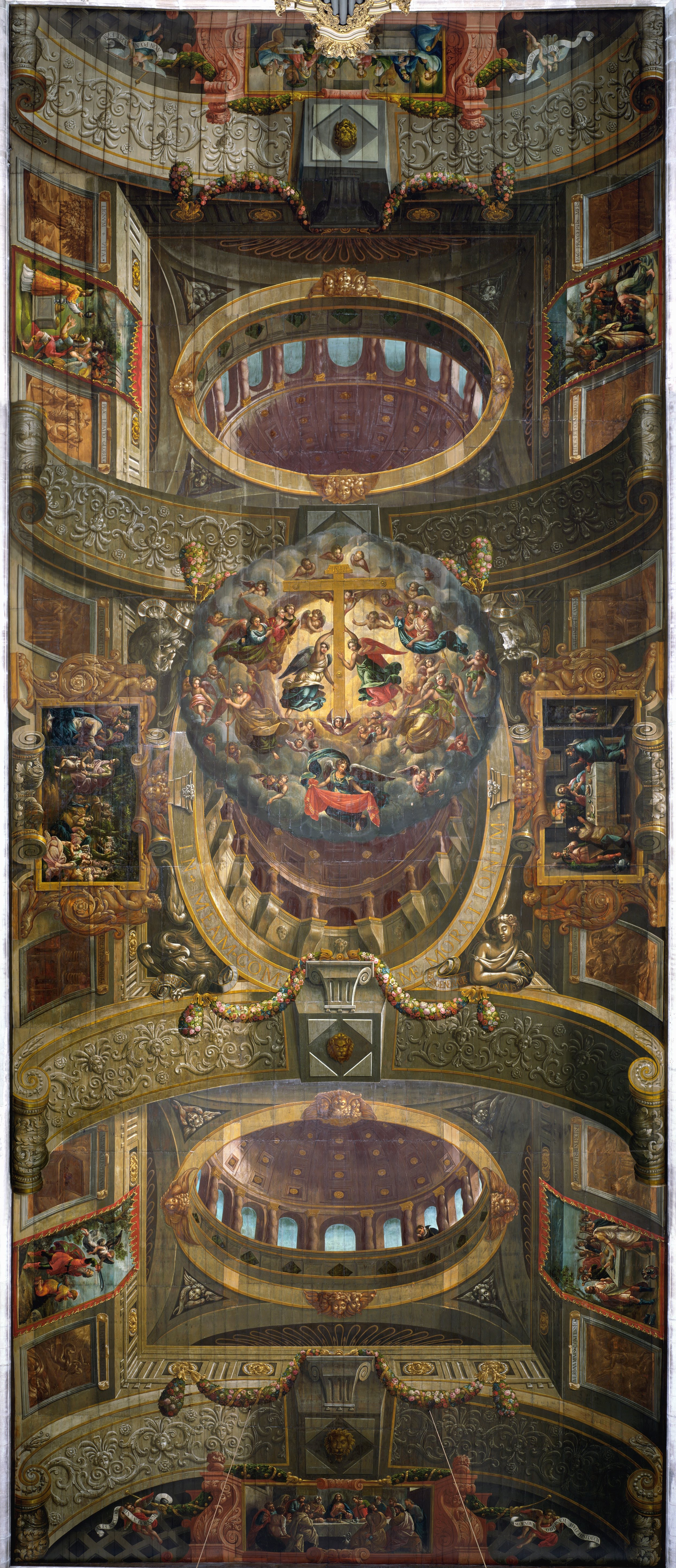
Amaro do Vale i Francisco Venegas: Sostre de l'Església de Sant Roc de Lisboa, l'únic sostre manierista encara en peu a Lisboa

Als inicis dels cincents, diversos grups de pintors estaven en actiu, i diversos estrangers hi van col·laborar. Molts d'ells són encara anònims, dificultant la tasca de distingir les obres dels autors portuguesos de les produïdes per estrangers del mateix estil i també anònims. Passa el mateix amb aquells que van deixar els seus noms registrats l'atribució garantida d'autoria, en vista de l'hàbit de treball col·lectiu. Un d'aquests grups es va reunir entorn a la figura del pintor de la cort Jorge Afonso, amb la participació dels flamencs Francisco Henriques i Frei Carlos, i Cristóvão de Figueiredo, Gregório Lopes i Jorge Leal, entre d'altres. Un altre grup, menor, va actuar al nord, amb membres com Vasco Fernandes i els seus col·laboradors, com Gaspar Vaz i Fernão de Anes. L'epicentre va ser, sens dubte, Lisboa, privilegiada per la seva posició com a gran nucli comercial, oberta al constant flux de noves tendències i actuant com a centre irradiador d'influències vers l'interior de Portugal. Les obres d'aquests mestres, gairebé totes de gènere sacre, es caracteritzaven en general, segons Manuel Batoréo, a presentar un:
"... sentit humanista de representació narrativa en què la perspectiva traça una nova dinàmica en funció de (…) l'art religiós, que és l'única de què tenim testimoni de la primera meitat del segle xvi. I és natural que així sigui, en ser la que respon a la mentalitat de l'època, a causa no només de les circumstàncies econòmiques i polítiques i llurs conseqüències, sinó també d'una agudització de la consciència de la mortalitat en la societat de l'època que condicionaria els camins de Salvação. E, seguint la idea de F. A. Baptista Pereira. S'observaria en aquesta primera meitat de segle, la imatge de l'espectacle de les emocions, de la concepció de l'espai teatral, de la representació, direm nosaltres, dels moviments exemplars de la meditació i de la devoció. Es busca l'afirmació de la pietat en cada individu a través de les bones obres i de la oració tal com el moviment de la Devotio Moderna difundiria per l'Europa septentrional, sobretot a Flandes i Alemanya, des de finals del segle XIV".
El retorn de Francesc d'Holanda a la pàtria en la dècada de 1540, un cop acabats els seus estudis a Itàlia, va introduir una nota nova, classicista i italianitzant, en la pintura portuguesa. Des de ben d'hora va manifestar un gust per l'arqueologia, dient de si mateix:
"Vaig ser el primer en lloar i predir la erfecció en les antiguitats, i de no haver cap altre primor en les obres, i això en temps en què gairebé tothom es burlava de mi, que era un mosso al servei de l'Infant D. Fernando i del Sereníssim Cardenal D. Alfons Senyor meu. En descobrir això de mi, vaig voler anar a Roma".
Francisco de Holanda va ser una de les figures més significatives en el manierisme portuguès, sent humanista, pintor, arquitecte, historiador i teòric de l'art. En el seu tractat Da Pintura Antigua de 1548, exposa les seves idees sota la forma de diàlegs ficticis amb Miquel Àngel, amb qui va entrar en contacte a Roma i per qui va ser profundament impressionat. La seva filosofia, influïda pel pensament neoplatònic italià, veia en la pintura una segona Natura, un mirall del geni creatiu de Déu, a qui considerava "El primer creador". Així, l'art no era tant una imitació de la Natura, sinó una nova creació directament a partir de la font divina, origen de totes les idees i del món manifest, i justament per això no necessitava com a primer objectiu agradar al públic, sinó abans al propi artista. Alhora, la seva concepció de la història era tota apologètica, estructurada per valors segons els quals "tot el prestigi del món és evocat amb l'únic objectiu de revelar i comprovar el valor i la utilitat de les arts", tenint com a model ideal la cultura de les antiguitats. Aquesta interacció entre l'art, el classicisme i el misticisme, d'índole llibertària i individualista, implicava encara una ètica d'austeritat i virtut, identificant el bé amb la bellesa, i no restava valor a la importància d'un aprenentatge tècnic sòlid, dient que un enginy innat del pintor no era prou, havent-lo de cultivar assíduament a través de l'estudi de les ciències i les humanitats i de la pràctica continuada de les virtuts morals i dels oficis artístics. Així s'ententen els seus esforços a fundar una Acadèmia de Pintura a Portugal, esforços que no obstant això no van trobar eco en la mentalitat dels seus contemporanis, encara fidels a l'antic sistema corporatiu de producció pictòrica.
La segona generació cinccentista va aguditzar la italianització de la pintura portuguesa i va tirar endavant els assajos d'innovació dels seus predecessors. No obstant això, va ser un període agitat per una etmosfera espiritual confusa- ens trobem en els anys de la Reforma Protestant-, encara ara no gaire estudiat, i en les biografies dels seus artist hi ha poca informació. L'únic pintor d'aquest grup amb un gran nombre d'obres identificades amb certesa i amb un perfil ben establert és Diogo de Contreiras, antigament conegut com el Mestre de São Quintino, que va innovar en la paleta de colors, donant una nova expressivitat a les figues i fent experiments compositius inèdits. Un altre autor que tot just s'identifica és Mestre de Abrantes, que va desenvolupar un dibuix nervió i expressiu i va adoptar una tècnica de pinzellades més lliures, a més de crear acords cromàtics de gran originalitat en tons cítrics. Mereixen ser citats, a més, António Nogueira, amb una obra ja clarament italitzada, clarament manierista, amb un intens dinamisme composicional, Jooris van der Straten, retratista flamnet, i Francisco de Campos, flamenc arrelat d'un estil manierista estrany i antinaturalista, autor de l'únic exemple de pintura cinccentista profana en panells decoratius al Paço dos Condes de Basto. Amb l'obra de Campos, la pintura portuguesa s'obre definitivament vers un nou cicle internacionalista. Joaquim Oliveira Caetano va dir, d'aquest període:
"Indubtablement, gran part del que es va pintar duia encara una forta càrrega dels mestres del primer terç de segle. Sens dubte, moltes de les noves solucions trobades radicaven ja fortament en certs stilettos del manierisme, però la comprensió de la pintura d'aquestes dècades no guanyarà gaire si és vista com un epíleg de la brillant època de la pintura manuelina, i no com una espècie d'avantcambra experimental de la pintura manierista portuguesa. Aquesta pintura correspon directament, com l'arquitectura, l'orfebreria i les altres arts del seu temps, a un esforç de modernització cultural de la societat portuguesa i, si bé no va tenir una importància cabdal en aquest canvi, va poder alment, amb els mitjans disponibles, adequar-se a un nou quadre mental i participar, amb les justes eines de què disposava, en la difícil batalla de l'humanisme portuguès que es travava feroçment en aquell moment".
La tercera generació d'aquest segle, tipificada per Gaspar Dias i Antonio Campelo, tindria experiència directa de l'art italià però es treballaria en una societat agitada per la pèrdua de sobirania nacional en favor d'Espanya i pel per de la presència repressora de la Inquisició, disolvent-se l'entusiasme experimentat en el període manuelí amb l'expansió marítima i l'estatus portugués de potència europea: la cració d'una atmosfera d'amargura i desesperança que es reflectiria en l'art a través del dogmatisme estètic i ideològic contrareformista. Entre tant, aquesta mateixa fase influïda i limitada per la imposició d'un rígid programa ideològic religiós, veuria multiplicades els tallers regionals de pintura, juntament, a causa de la dissolució de la cort lisboeta, la retirada de la noblesa cap al camp, que formava petites corts provincials. Va ser just llavors, passada la meitat del segle, que es va consolidar a Portugal el manierisme, amb les seves tensions i ambivalències no resoltes, després de dècades de temptatives dubtoses, i hi va romandre com a estil hegemònic fins a inicis del segle xvii, quan el dinamisme compositiu i el gust pels contrastos serien les bases per a la formació del barroc. En aquesta fase final del segle xvi, van destacar també els noms de Diogo Teixeira, Cristóvão de Morais, Álvaro Nogueira, Pedro Nunes, Amaro do Vale, Domingos Vieira Serrão, Simão Rodrigues, Ambrósio Dias (el mestre de Romeira) i de l'espanyol Francisco Venegas.

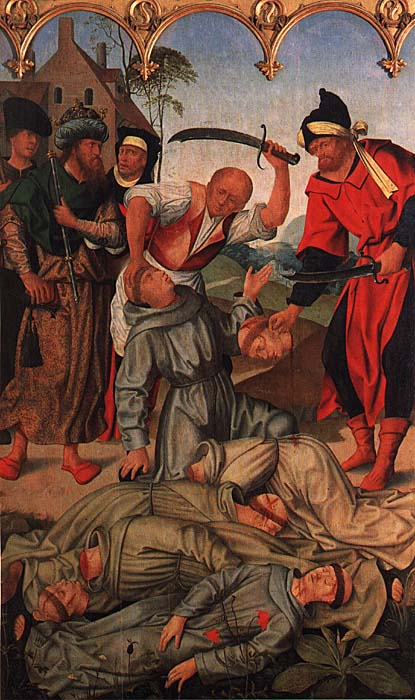
Francisco Henriques: Políptic del Convent de Sant Francesc d'Évora, c. 1508. Museu Nacional d'Art Antic
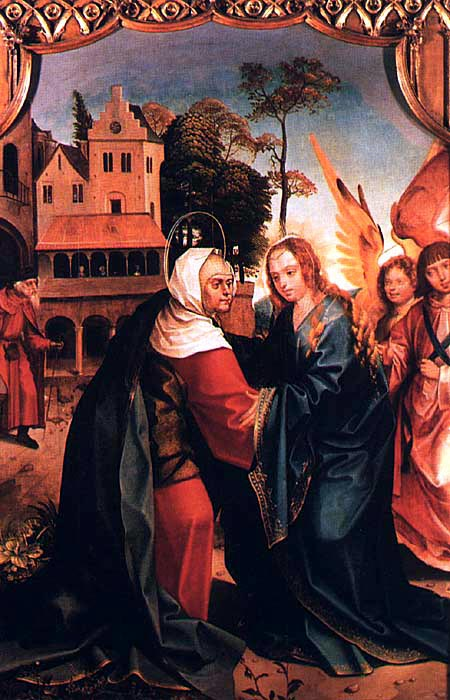
Gregório Lopes: Visita, c. 1527. Museu Nacional d'Art Antic
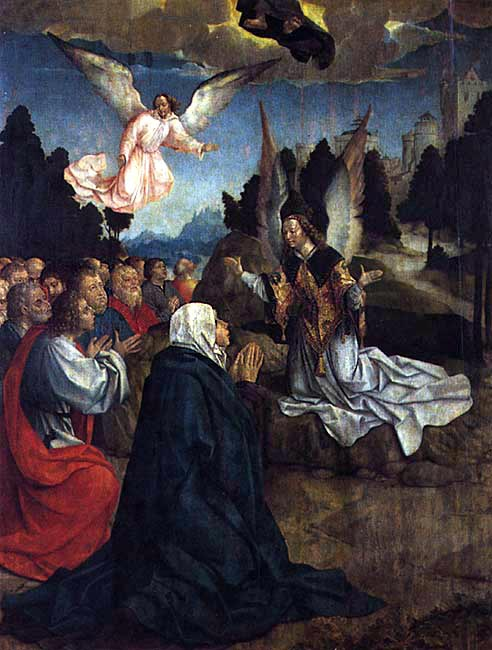
Frei Carlos: Ascenció, c. 1530. Museu Nacional d'Art Antic
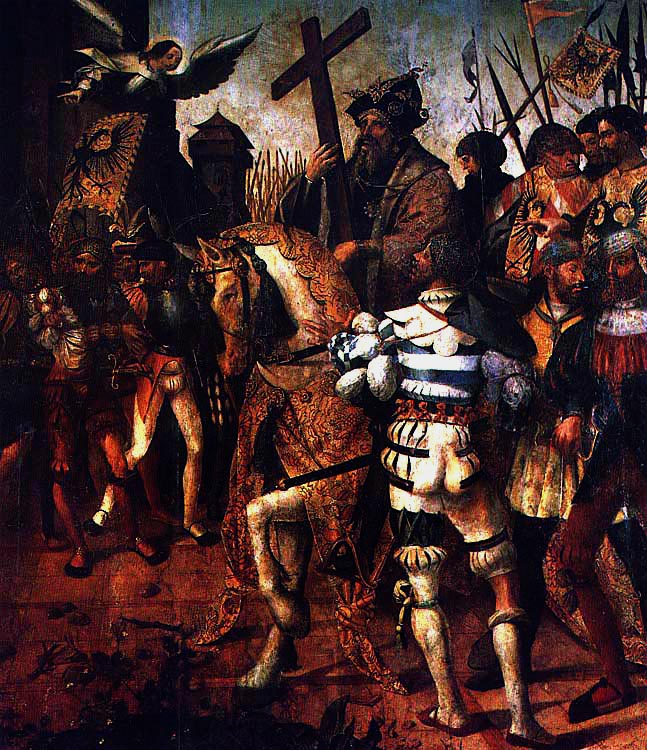
Cristóvão de Figueiredo: Políptic del Monestir de Santa Creu, c. 1530. Museu Nacional de Machado de Castro

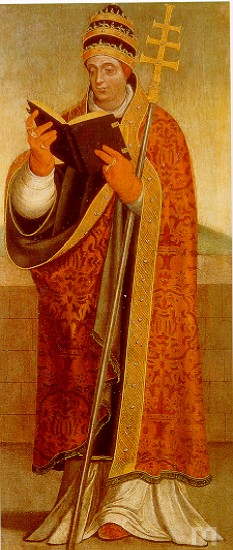
Autor desconegut: S. Gregório Magno, c. 1540 - 1550. Museu d'Alberto Sampaio
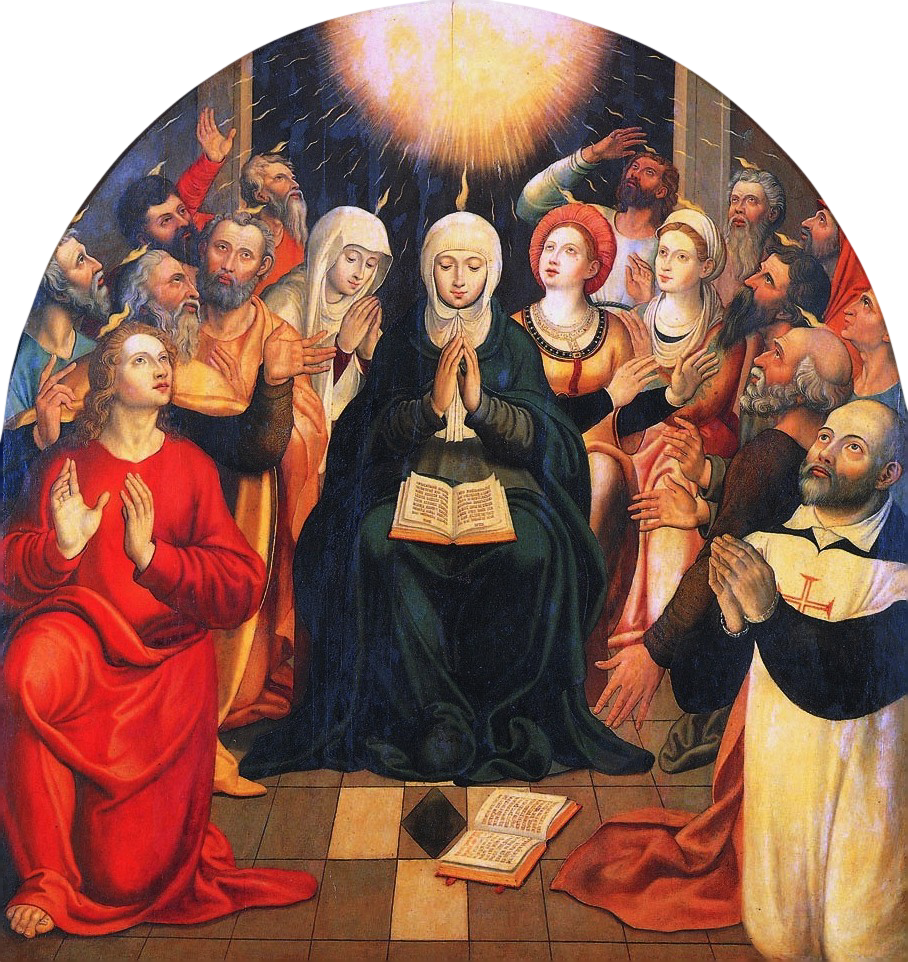
Autor desconegut: Pentecostes, c. 1540 - 1550. Museu d'Alberto Sampaio
Cristóvão de Morais: Retrat del Rei D. Sebastião (1571-74), O Desejado, al Museu Nacional d'Art Antic
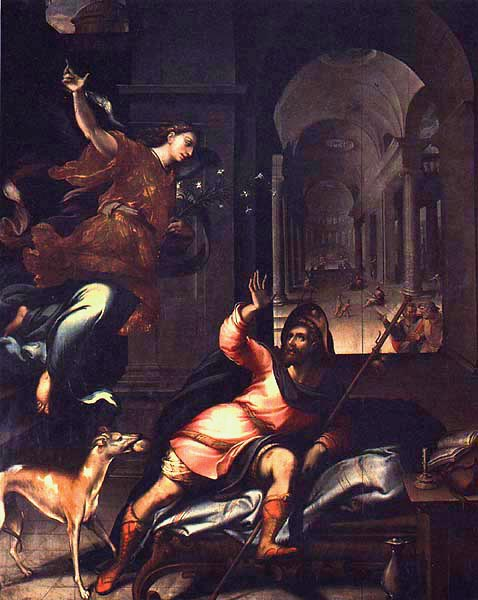
Gaspar Dias: Aparició de l'àngel S. Roque, c. 1584. Església de S. Roque, Lisboa

## Barroc i Rococó
Al segle XVII, quan s'inicia el període barroc a Portugal, és una època de l'art portuguès encara relativament poc estudiada. La seva primera meitat va coincidir amb el domini filipí, i va estar durant molt temps descuidada pels estudiosos nacionals i rodejada de prejudicis de fons nacionalista, cosa comprensible. Un altre factor del seu desconeixement va ser la percepció equivocada que en aquests anys la pintura portuguesa va ser una mera extensió perifèrica i poc significativa de la pintura espanyola. Si bé el desplaçament del centre de poder en favor d'Espanya va repercutir negativament de moltes maneres sobre la cultura i la societat natives, els historiadors i els crítics moderns han aconseguit revertir la situació de gairebé completa ignorància que hi havia fins fa poc sobre la pintura portuguesa del segle XVII, i els seus estudis més recents han revelat que aquest va ser un període de grans i importants mudances estètiques, amb un gran interès, tant per les seves sorpreses positives que han vist la llum sobre obres i autors, com pel mateix context polític i social atípics que van servir com a teló de fons per a la creació artística. Tanmateix, tot just s'acaba de començar la recerca i encara queda molt per la reintegració completa del segle xvii en la història de la pintura portuguesa.

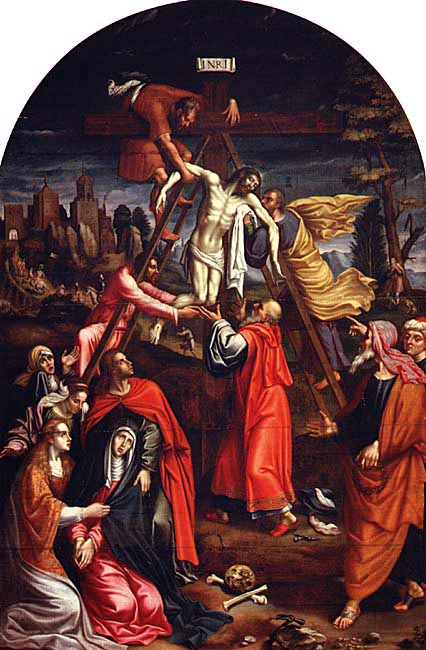
Pedro Nunes: Descens de la creu, 1620. Capella d'Esporão de la Catedral d'Évora

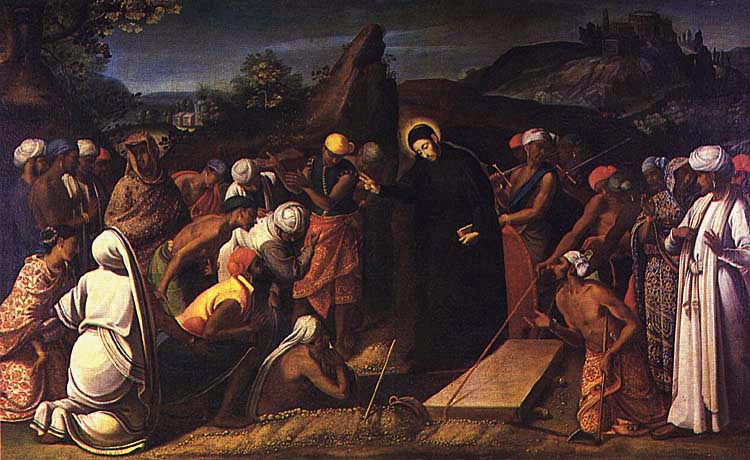
André Reinoso: El miracle de Sant Francesc Xavier, 1619. Església de Sant Roc, Lisboa

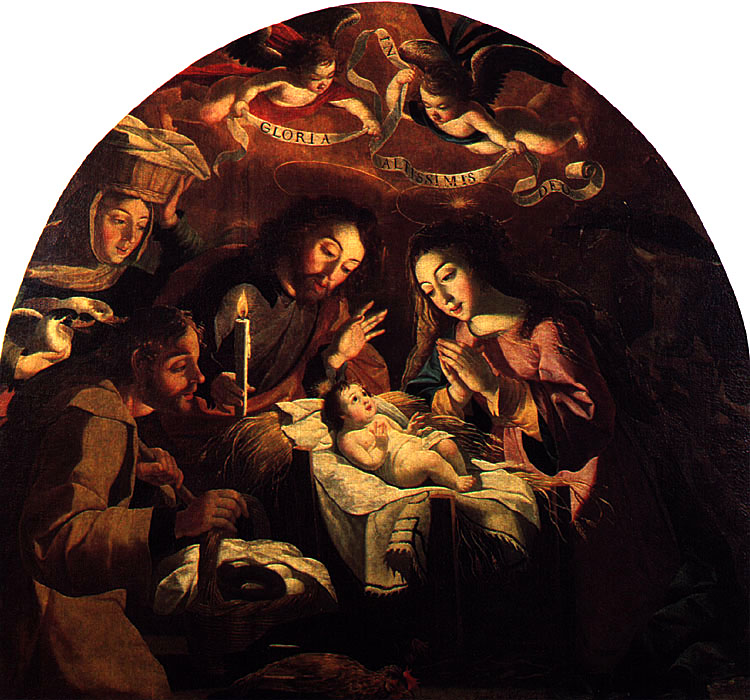
Josefa de Óbidos: Adoració del Nen Jesús, 1668. Museu Nacional d'Art Antic

### Protobarroc
El segle va començar com un esdeveniment d'importància simbòlica. L'any 1612, una delegació de pintors liderada per Fernão Gomes va sol·licitar a la Cambra de Lisboa la cancel·lació dels vincles corporatius i la concessió d'un estatut liberal al seu art. A Porto, en la mateixa època, es va fer una petició similar. Això indicava un canvi en la mentalitat vigent, un abandonament de les tradicions productives medievals i un avenç important en direcció a la modernitat. Si bé les reivindicacions no van ser fructíferes en aquell moment, els artistes van aconseguir una equiparació de posició social amb els nobles, en dedicar-se a una activitat artística "superior".
La pintura proto-barroca a Portugal, que va fins a mitjans del segle xvii, es divideix en dos camps ben diferenciats: el religiós i el profà. En l'esfera religiosa, l'estil va estar obligat a seguir els requisits de la contrareforma, a què es donava suport sense qüestionaments des del regnat de Felip II. Aquests requisits, establerts en el Concili de Trento, van contribuir a ampliar la influència italiana en detriment de la flamenca, ja fos directament o a través d'Espanya, i es resumeixen en la condemna dels excessos ornamentals i de la desestructuració compositiva del manierisme, en busca del decoro, una expressió menys fantasiosa i teatral i més naturalista, paral·lelament al reforç en la caracterització d'una catolicitat dogmàtica que explicava el Triomf de l'Església i que perseguia sobretot la repressió de la perillosa creativitat individual - que podia degenerar en heretgia - en favor de l'homogeneïtzació del missatge doctrinal i, en conseqüència, de l'estil. La història registra diversos casos de problemes de pintors amb la Inquisició per suposades desviacions en el dogma, com va ser el cas de Domingos Vieria, anomenat O Escuro, o el Fosc. Això va donar lloc a una accentuació del culte a la imatge sagrada, amb la multiplicació de les pintures de devoció públiques i privades on les escenes de la vida de Crist adquiririen una projecció inèdita. La política oficial de l'Església quant a l'art religiosa està ben expressada en aquest passatge, en què es recomana als bisbes i a altres responsables religiosos que:
"instrueixin diligentment els fidels en primer lloc en la mediació dels sants, en la seva invocació, en la veneració de relíquies i l'ús legítimi de les imatges, i que els ensenyi en segon lloc que els sants que reinen juntament amb Crist ofereixen les seves oracions a Déu pels homes, i que és bo i útil invocar-los humilment i poder recórrer a llurs oracions per ajudar a assolirels beneficis de Déu a través del seu Fill Jesucrist, el nostre Senyor, que és el nostre únic redemptor i salvador."
En aquest context, el tenebrisme tindria un paper important per realçar el ara dramatisme i l'acrimònia de la imatge, ara la seva poesia, inspirant una pietat més gran en el devot.l També es va popularitzar, a través de les influències flamenca i espanyola, les vanitas, un híbrid de la natura morta i l'al·legoria moralitzadora, centrades en la mortalitat humana i la naturalesa efímera de les coses del món.

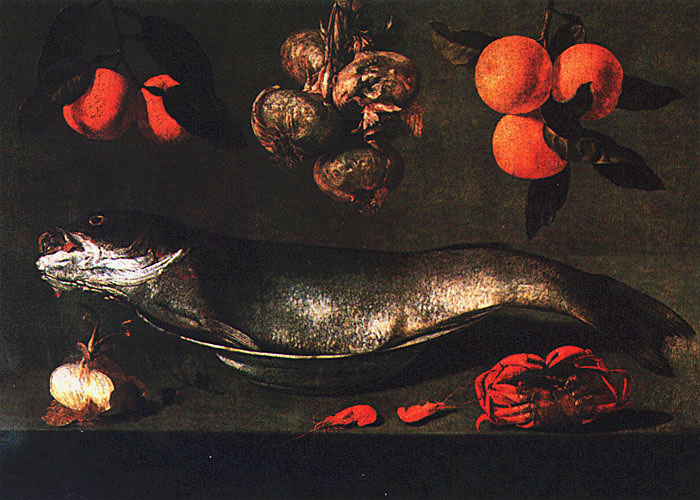
Baltazar Gomes Figueira: Natura morta, 1645

En el camp profà, es va iniciar l'exploració d'una temàtica més variada, creixent l'interès en el retrat, per la pintura de gènere, pels paisatges, i es van popularitzar la natura morta. També es va aprofundir en la pintura mural decorativa derivada de les grottescherie italianes manieristes, que a Portugal assumiria traços originals i es practicaria intensament, en especials en la decoració de sostres. Conegut també com a brutesco, aquest gènere va ser altament divulgat a través dels gravats i es regia per convencions molt lliures, independents de la censura eclesiàstica, donant un gran espai a la imaginació.
Així, en la pràctica, el barroc va aparèixer com un moviment de renovació en la pintura portuguesa quan les solucions manieristives ja eren caduques. Al llarg dels anys que va durar la Unió Ibèrica, els principals centres productors de pintura es van desenvolupar en el cercle de les corts provincials, amb la dels Ducs de Bragança a Vila Viçosa (amb Miguel de Paiva), però també a Lisboa (Reinoso, el Cabrinha, el Fosc i José de Avelar Rebelo); a Évora (amb Pedro Nunes i Martim Valenciano, entre d'altres); a Óbidos (amb Baltazar Gomes Figueira), Coïmbra, Porto i altres ciutats. Aquests artistes, entre molts d'altres, van fer el pas del manierisme tardà al barroc internacionalista de la següent fase. Mereix una atenció especial el cas de la pintora Josefa de Óbidos, activa fins a la dècada de 1670, pertanyent doncs de la segona generació proto-barroca, juntament amb João Gresbante, Manuel Gomes, Marcos da Cruz i Bento Coelho da Silveira. Va ser una de les molt poques dones de la seva època que va conquerir la independència i el respecte professional com a artista. Adepta persistent del tenebrisme, va deixar obres de delicada poesia en escenes de la vida de Jesús i natures mortes, però també de moments de gran expressivitat, com prova el seu Calvari.

### Barroc joaní

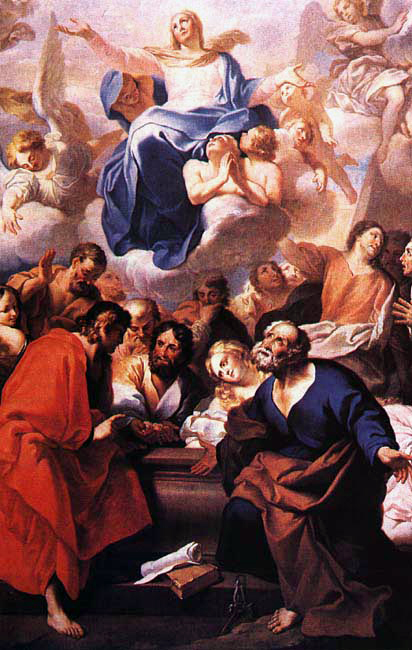
André Gonçalves: Ascens de Nostra Senyora, 1730. Palau Nacional de Mafra

La Restauració de la Independència amb l'ascens de Joan IV de Portugal canvia el context socio-polític i el barroc s'estableix amb fermesa com un estil general, però ara ho fa perdent gradualment tota pàtina d'aïllament i timidesa que pogués encara conservar, abrint-se a les noves tendències que veurien la llum durant la primera meitat del segle xviii, en l'anomenat barroc joaní, quan l'or provinent de la colònia brasilera donaria lloc a una nova fase d'esplendor, sota el llarg regnat de Joan V. El monarca era una amant i coneixedor de les arts, capaç de fer la seva pròpia crítiva, però alhora un devot mecenes de l'Església i un autòcrata que desitjava rivalitzar amb Lluís XIV, el Rei-Sol francès. Amb ell, la pintura portuguesa va tornar a aflorar amb força i la desenvoltura de l'art va servir com a mitjà eficient de propaganda de la seva magnanimitat. Va manar construir el monumental Palau de Mafra, dinamitzant totes les arts portugueses.
En la pintura d'aquest període, la paleta de colors es va diversificar i il·luminar, el tenebrisme va passar a formar part del passat, les formes van adquirir més fluència, la composició va guanyar en envoltura i en sentit expansiu i dinàmic, i es van intentar recuperar els valors clàssics. El prolífic pintor André Gonçalves és un dels millors representants del Barroc Joaní. Va ser molt influent, fent escola amb deixebles com José da Costa Negreiros. Roma va ser el principal centre de referència en aquesta fase, tot i que la influència dels barrocs francesos i holandesos també es va fer sentir.
L'any 1696, el pintor Félix da Costa va iniciar una iniciativa per tal que es fundés una Acadèmia, un projecte que, no obstant això, només es concretaria de manera oblíqua, no en territori patri sinó a Roma, l'any 1712. L'Acadèmia de Portugal a Roma seria un taller avançat d'art joaní, fonamental pel contacte directe amb els principals mestres europeus d'alguns dels pintors portuguesos de més rellevància d'aquesta generació, com Inácio de Oliveira Bernardes i José de Almeida. Altres pintors notables que també mereixen ser citats són Jerónimo da Silva, l'italià João Baptista Pachini, Francisco Pinto Pereira, Bernardo Pereira Pegado i el pintor regi Pierre Antoine Quillard, un precursor del Rococó a Portugal.

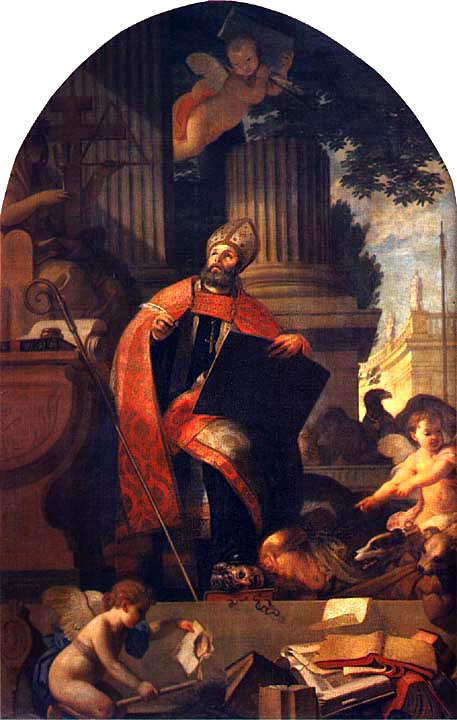
Vieira Lusitano: Sant Agustí traient dels peus l'Heretgia, 1770. Museu Nacional d'Art Antic

Noti's encara en aquesta fase la popularització dels revestiments en rejoles pintades, la tradició dels quals s'iniciaria en el segle anterior, i la introducció de la pintura de simulació il·lusionística de l'arquitectura en la decoració de sostres, que va trencar el llinatge del brutesco i va establir una nova concepció de l'espai escènic decoratiu. Aquesta tècnica, que va causar sensació per la novetat que representava i pel seu efecte impactant, va ser introduïda a Lisboa per l'italià Vicenzo Baccarelli i continuada per Nicolau Nasoni, florentí, i per Manuel Xavier Caetano Fortuna, António Lobo i Lourenço da Cunha en altres parts del país.

### Barroc pombalí i rococó
A partir de la dècada de 1750, s'observa una alteració en les direccions del Barroc. La influència italiana va seguir sent forta entorn a la cort, més conservadora, i va donar continuïtat al Barroc derivat de Roma, encara de tendència monumental i grandiloqüent, però ara amb traços generals més simplificats, que rebria el nom de Barroc pombalí, del qual Vieira Lusitano i Miguel António do Amaral serien bons exemples. Al nord, tanmateix, el Rococó d'origen francès va començar a fer aparició i es va fundir gradualment al Barroc tardà en proporcions variades. Aquesta nova pintura, que té un caràcter més lleu, obert, decoratiu, seductor i graciós, té referències classicistes i la seva temàtica s'adequa funcionalment als espais on serà inserida. Vieira Portuense, Jean-Baptiste Pillement i Pedro Alexandrino de Carvalho són arquetipus de l'estil. És l'època dels salons literaris dels aristòcrates on conviu una societat d'hàbits galants, hedonistes i sofisticats, formada per una noblesa i per una burgesia enriquida, en què la dona assumeix un paper de relleu i la religió perd la seva força ideològica directiva. Així doncs, França va esdevenir el nou patró cultural.
La preocupació de les elits il·lustrades desocupades però amb la felicitat i el plaer, que dibuixen l'atmosfera rococó, va generar problemes en el transport d'aquests principis vers l'art religiós, que atenia abans les necessitats de les classes més baixes, la devoció de les quals no va ser mai afectada per les costums desarrelades de les elits. Malgrat tot, les contradiccions aparents van esmenades pels moralistes cristians del moment, que van associar de seguida la felicitat desitjada pels sentits amb la felicitat proporcionada per una vida virtuosa, afirmant que el plaer humà era un dels dons de Déu i suggerint que l'amor diví també era la font d'una espècie de voluptuositat sensorial. Amb aquesta adaptació, la religió, anteriorment sobrecarregada per la noció de culpa i per les amenaces de bogeria i de condemna eterna, assumiria un to optimista i positiu, i generaria una pintura sobre la qual els fidels podrien resar "en l'esperança i en l'alegria" i que serviria de pont entre la felicitat terrenal i la celestial.

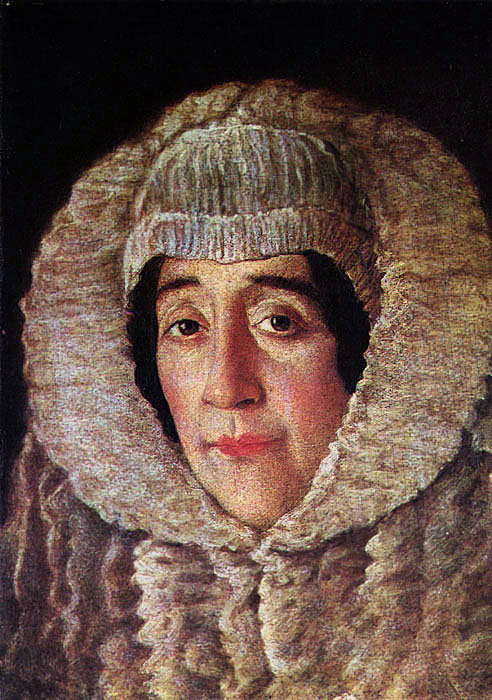
Domingos Vieira, el Fosc: Retrat de D. Isabel de Moura, c.1635. Museu Nacional d'Art Antic
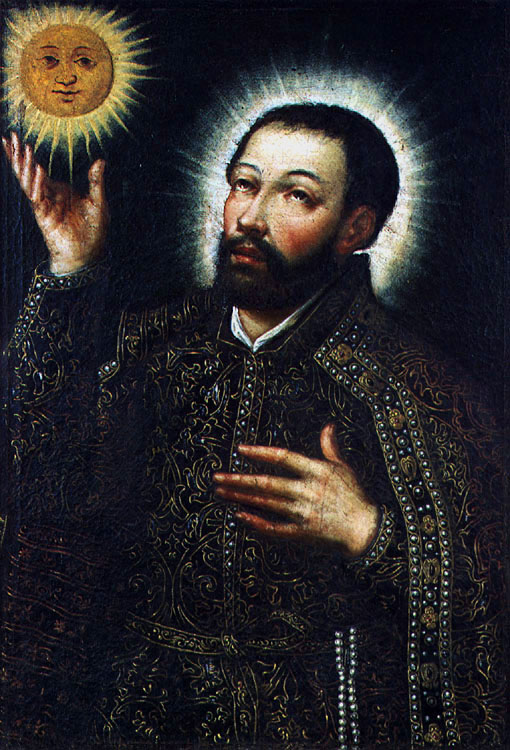
Manuel Henriques: Sant Francesc Xavier, c. 1640. Catedral de Coïmbra
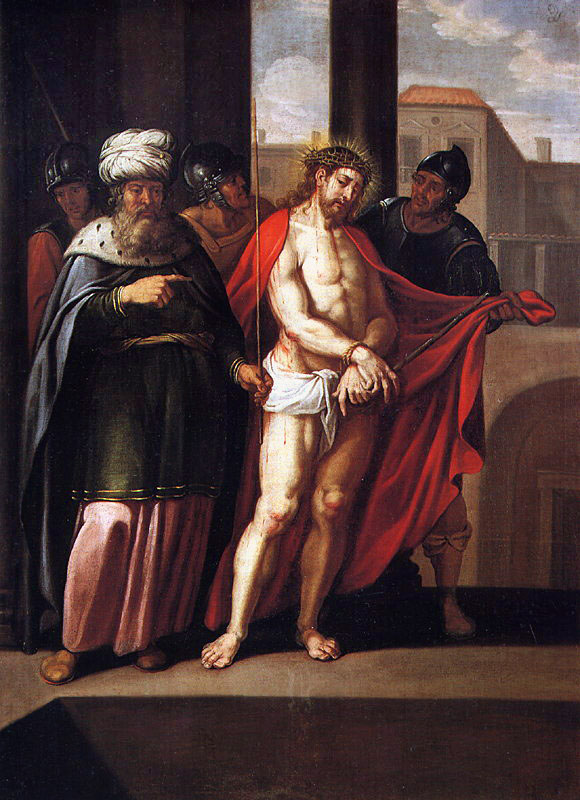
João Gresbante: Ecce homo, 1642.
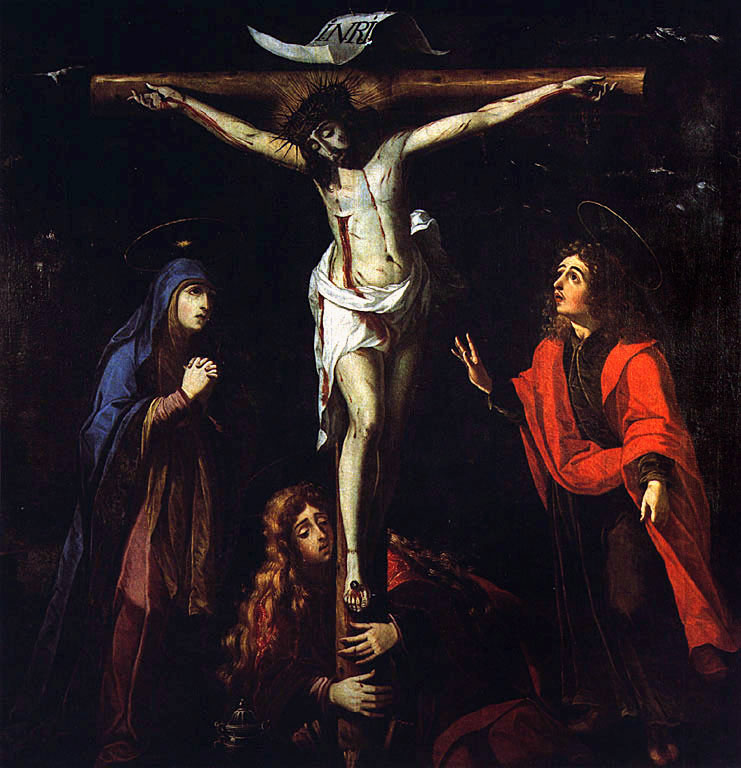
Josefa de Óbidos: Calvari, 1679. Santa Casa de la Misericòrdia, Peniche

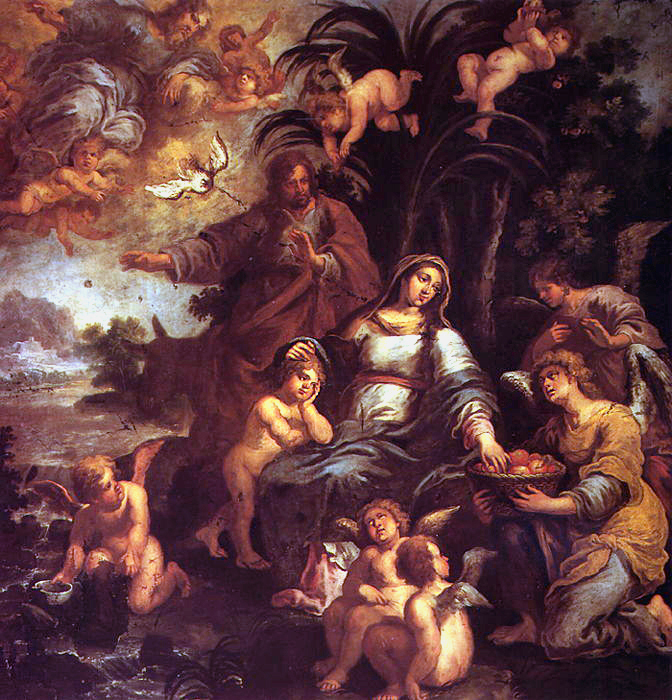
Bento Coelho da Silveira: Repòs en el retorn a Egipte, 1695. Universitat Nova de Lisboa
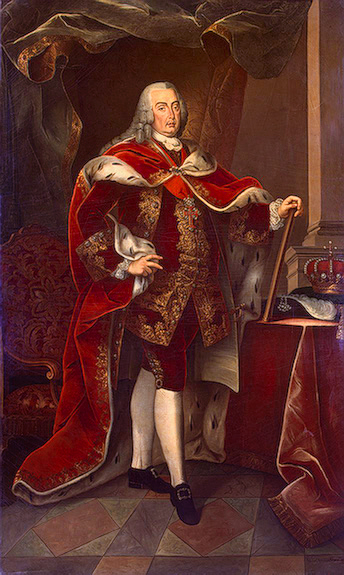
Miguel António do Amaral : Retrato do Rei D. José I, c. 1773. Museu Ermitage
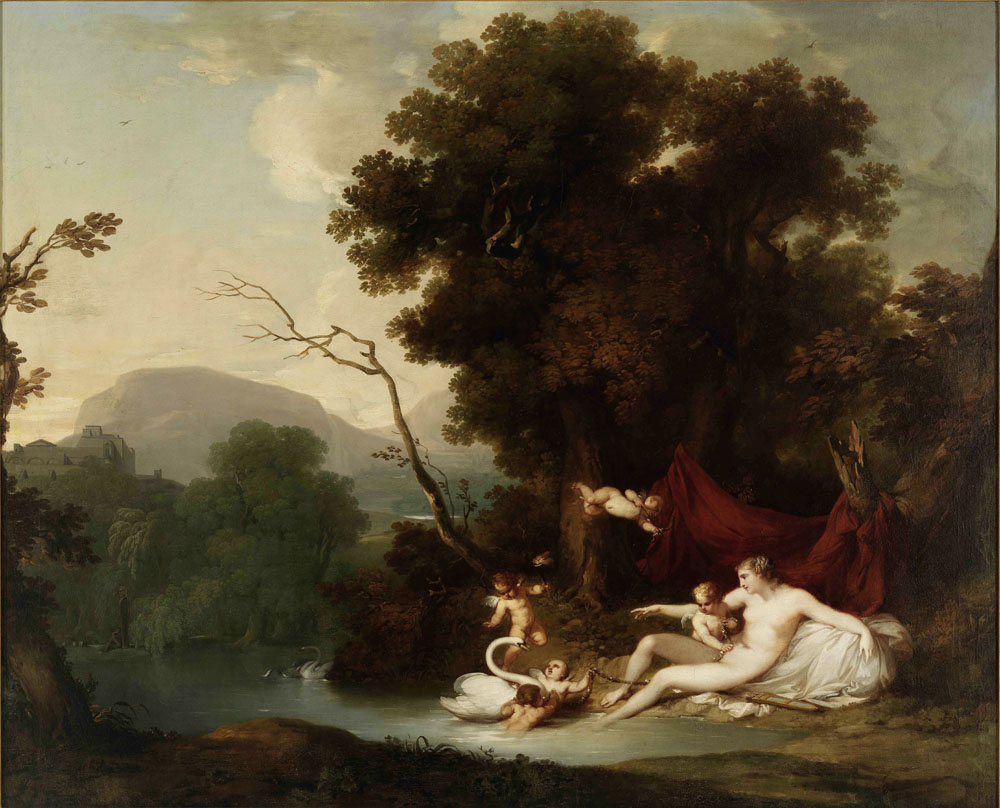
Vieira Portuense: Leda i el Cigne, 1798. Museu Nacional d'Art Antic
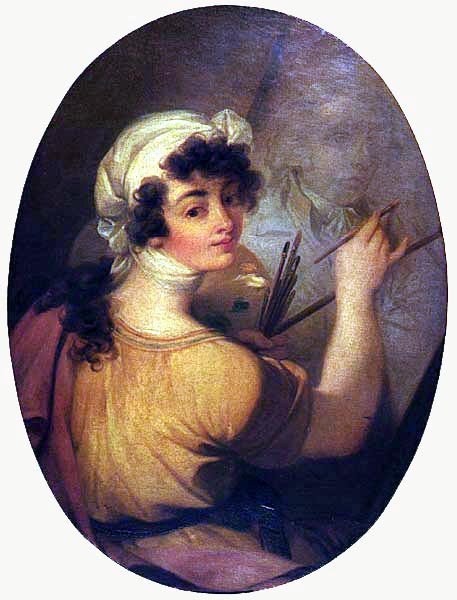
Vieira Portuense: Al·legoria de la Pintura, 1800. Palau de Queluz

## Neoclassicisme i romanticisme
El final del segle XVIII}}  veure el Rococó, finalment triomfant, transitar ràpidament cap a una major simplificació i expurgació dels seus excessos decoratius en direcció al neoclassicisme, a causa del gran interès que hi havia en aquesta època en tot Europa per l'art i la cultura de l'edat antiga. Diversos estudis literaris i excavacions arqueològiques veurien la llum, entusiasmant a tothom, així com una gran quantitat de noves informacions i obres d'art desconegudes, i la divulgació d'imatges de les ruïnes clàssiques a través de nous gravats arribarien a un públic que no es limitava a especialistes i erudits.

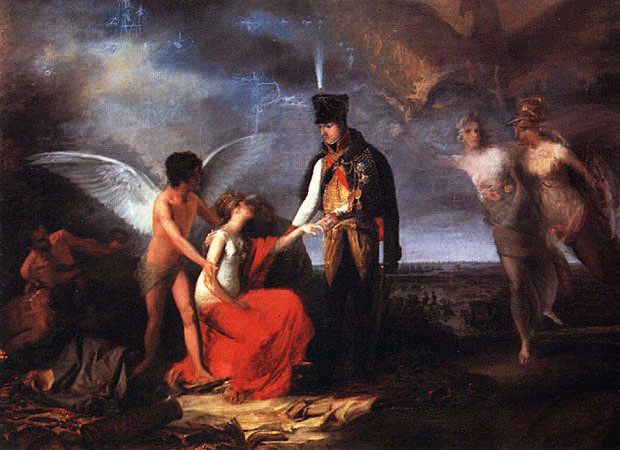
Domingos Sequeira: Junot protegint la ciutat de Lisboa, 1808. Museu Nacional Soares dos Reis

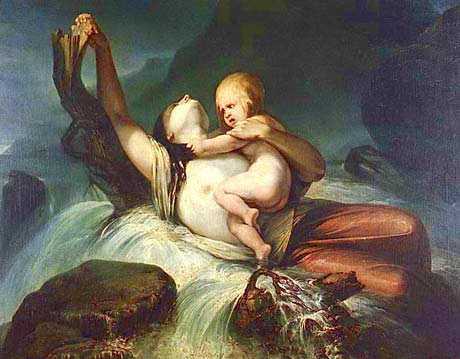
Francisco Augusto Metrass: Sóc Déu!, 1856. Museu de Chiado

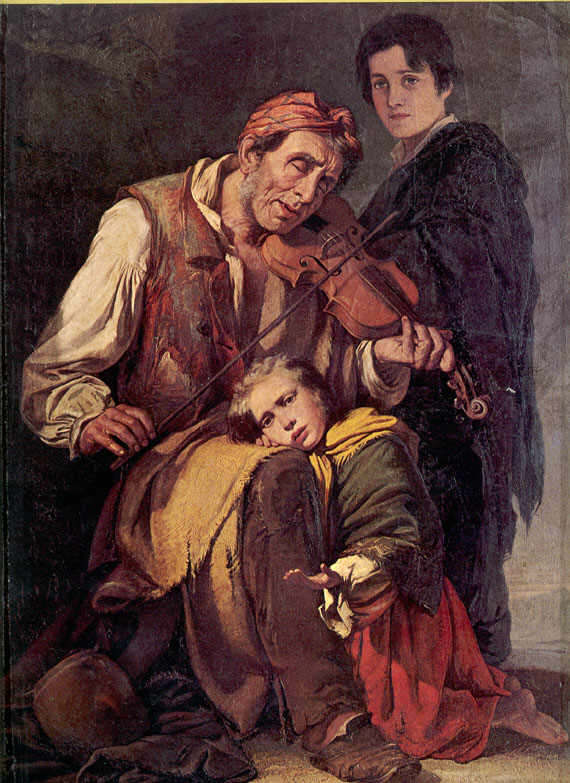
José Rodrigues: Cego Rabequista, c. 1855. Museu de Chiado

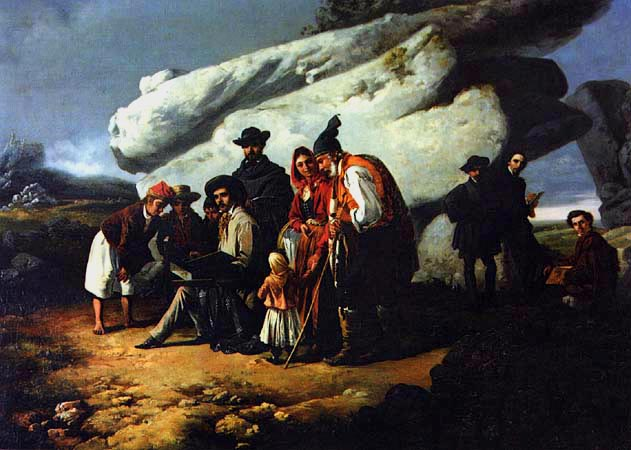
João Cristino da Silva: Cinc Artistes a Sintra, 1855. Museu de Chiado

El classicisme és un cos estètic i ideològic que prima l'ordre, l'equilibri, la racionalitat i el cultiu dels alts ideals en el civisme i l'ètica personal, col·locant el grup per sobre de l'individu. Naturalment, tot el sistema d'art reflectia l'atmosfera cultural d'aquell moment de transformació, i així no sorprèn el nou valor que es dona a l'ensenyament artístic estructurat d'acord amb els principis de l'ordre i la jerarquia, enfortint el paper de les acadèmies. La Il·lustració estava en voga, i era un altre factor de rebuig al sensualisme i la frivolitat del Rococó i d'una revaloració teleològica del paper de la civilització i del progrés.
Gairebé alhora, el romanticisme començava a guanyar impuls a Alemanya i a Anglaterra proposant una nova aproximació amb la natura i preferint l'expressió dels sentiments i del geni individual, transformant-se així en el vehicle d'ideologies revolucionàries que contestaven diverses estructures de poder establertes, com l'Església o l'Estat. També va donar força a projectes nacionalistes en diversos països, revaloritzant l'edat mitjana, fins aleshores relegada a una condició de desprestigi, i reconstruint una història ancestral de la qual no hi havia cap registre visible. D'aquesta forma, l'interval entre els últims anys del segle xviii fins a mitjans del segle xix és irisat per un diàleg viu entre dos principis que molts cops es van mostrar antagònics, però sent tots dos idealistes i reformadors en essència, sovint van contribuir al formulació d'una concepció unificada d'art i cultura, basada en el nou paper atribuït a l'artista, el de profeta d'una era més justa socialment i d'educador del públic en direcció a una mortalitat més pura, verdadera, positiva i benèfica per a tothom. En aquest ambient, es torna molts cops difícil distingir una pintura neoclàssica d'una de romànitca, ja que totes dues escoles van coexistir fins a poc abans de la dècada de 1850, sobrevivint el romanticisme uns anys més. En llurs manifestacions extremes, no obstant això, la diferència entre els models es torna més evident. En una generalització simplista, la composició neoclàssica és clarament organitzada i equilibrada, privilegia la línia sobre la taca i recorre amb freqüència a temes de tradició greco-romana en una expressió impersonal. La romàntica, d'altra banda, tendeix al desordre, al contrast sorprenent, al drama, a la primacia del color i de la pinzellada expressiva, i prefereix assumptes de la història contemporània i el retrat de gent i de la natura, buscant un universalisme a través de la interpretació individual de temes genèrics.
L'escena portuguesa no va escapar de les idees que van agitar Europa i les Amèriques, sinó que obrint-se la societat en el segle xix es va veure atordida amb la invasió napoleònica l'any 1807, la fuga de la família reial cap a Brasil i de seguida amb la Guerra Civil portuguesa, que en conjunt van suposar una relativa paralització en les arts i un debilitament temporal de la influència francesa, afavorint les expressions romàntiques però no anul·lant les classicistes.
El neoclassicisme, malgrat no haver assolit tots els objectius que els seus promotos desitjaven i haver perdut part de la seva apel·lació després del trauma napoleònic, va tenir un paper important en establir un llinatge de l'art acadèmic inspirat en models de l'antiguitat clàssica, i també en donar a les bases per a la formació d'un nou cos conceptual i temàtic a partir de les representacions del nu, fins llavors "relegado a un pla de clandestinitat". Encara que no hi hagués una producció massa extensa de nus en la pintura d'aquesta època, Luís Carvalho Barreira va dir que el seu sorgiment, tot i que tímid i més limitat a l'esfera del dibuix, ha significat prou com per indicar una reorientació ideològica, i ho complementa:
"Així és la transició dels set-cents als vuit-cents: l'atenció recau en un art en què el cos manifestat es veu confrontat entre els valors morals catòlica contraris a la sublimació del nu, connotat com una figura de pecat, i l'exaltació de la bellesa clàssica que el cos va tenir (...). Així, essent el cos l'espai de desig i l'ímpetu del desig desencadenant de la simpatia de la imaginació que serveix tan fàcilment de suport a les metàfores i a tots els jocs retòrics de la imatge, el nostre més gran retret versarà sobre el cos en tant que imatge -el nu- representant i representativa de la cultura portugues en la transició entre aquests dos segles, en semblar-nos aquesta una època de "renaixement", que a més de ser decisiva en la formació artística va ser, també, vinculant en una activitat que es va prolongar fins a inicis del segle XX".
D'entre els més expressius en la inclinació neoclàssica hi ha Vieira Portuense en la seva última fase, Domingos Sequeira, José da Cunha Taborda, Cyrillo Volkmar Machado, Norberto José Ribeiro, António Manuel da Fonseca i el vescomte de Meneses, un representant tardà.

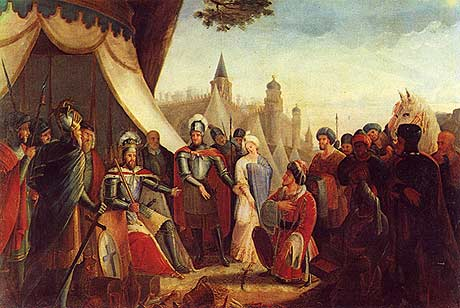
Joaquim Braga: El setge de Lisboa de D. Afonso Henriques, 1840

Passada la fase caòtica de les primeres dècades del segle, es va fundar el 1836 a l'Acadèmia de Belles Arts, i posteriorment, intel·lectuals com Almeida Garrett i Alexandre Herculano van introduir al país el gust per la història antiga i els seus testimonis materials, estimulant un debat de naturalesa nacionalista. Altres com el comte polonès i diplomàtic Althanasius Raczynski es van submergir en la recerca de l'art portuguès antic i van incentivar la reconstrucció de la biografia de figures històriques, elaborant a més un important cos d'historiografia artística del període al país. Aquests esforços es justificaven en vista de la ruptura de Portugal amb el seu passat immediat després de la Revolució Liberal i de la conseqüent busca de nous valors i d'un sentit d'identitat a través d'una ullada a la seva història antiga, i tindrien un primer moment de consolidació amb l'obra dels historiadors d'art Joaquim de Vasconcelos i Possidónio da Silva en la prospecció arqueològica, en la segona meitat del segle.
La pintura entre 1840 i 1860 seria principalment romàntica, i reflectiria aquesta recerca de la identitat nacional ja sigui enaltint llurs herois, ja sigui retratant el poble poèticament i sentimental, o ja sigui atreta pel paisatge local, idealitzat per uns ulls somniadors que anhels de temps daurats i per una naturalesa bucòlica ara expanisva, ara intimista. També es va desenvolupar un gust per tot allò exòtic, satisfet a través d'una representació d'escenes orientalistes i medievalistes. En la dècada de 1870, el romanticisme va començar a perdre la seva força, romanent, no obstant això, un nucli de resistència a Porto, amb l'obra de Francisco José Resende. Juntament amb el neoclassicisme i l'enfortiment de l'ensenyament acadèmic, el romanticisme a Portugal va significar l'inici de la transició definitiva del centre de l'interès artístic de l'esfera religiosa a la profana.
Cal encara destacar el paper de Ferran II en les arts portugueses d'aquesta fase. Educat a Àustria i sensible a la cultura romàntica germànica, va ser un amant de les arts, que va encarnar bé l'ideal romàntic per excel·lència, i el seu mecenatge va ser un factor d'estabilitat cultural en un segle d'una inestabilitat política crònica. En el grup dels romàntics hi figuren noms com Tomás José D'Anunciação, João António Correia, Auguste Roquemont, João Cristino da Silva, Miguel Lupi, José Rodrigues i Joaquim Rodrigues Braga, Francisco Augusto Metrass, a més de Carles I de Portugal, que també va ser un pintor romàntic de mèrit, tot i que anacrònic.

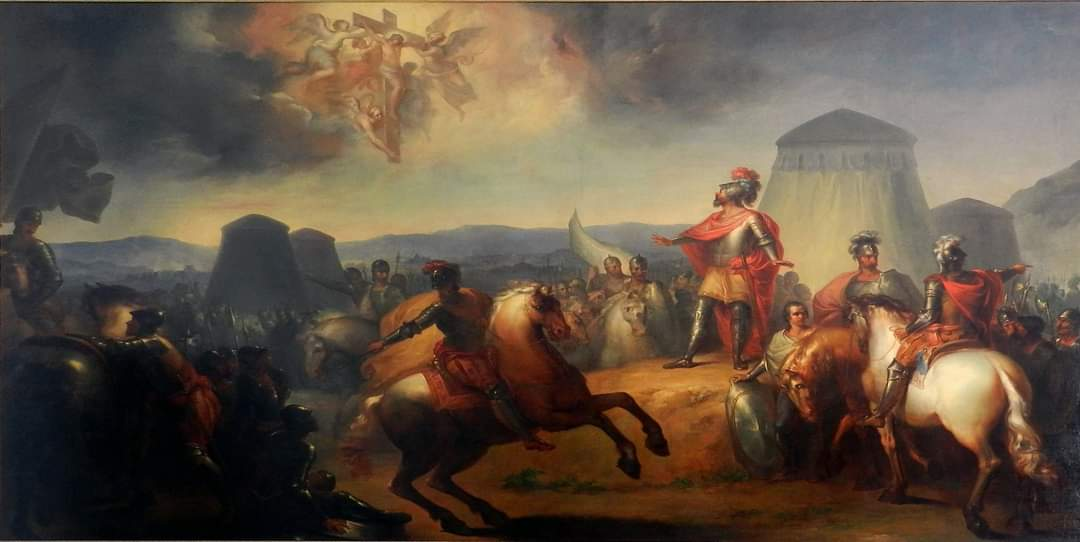
Domingos Sequeira: El miracle d'Ourique, 1793. Château d'Eu
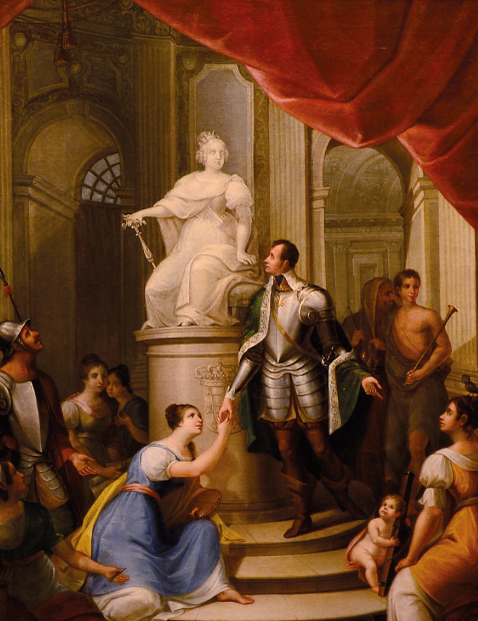
Norberto Ribeiro: Al·legoria a la Institució de l'Acadèmia de Belles Arts de Lisboa, 1840.
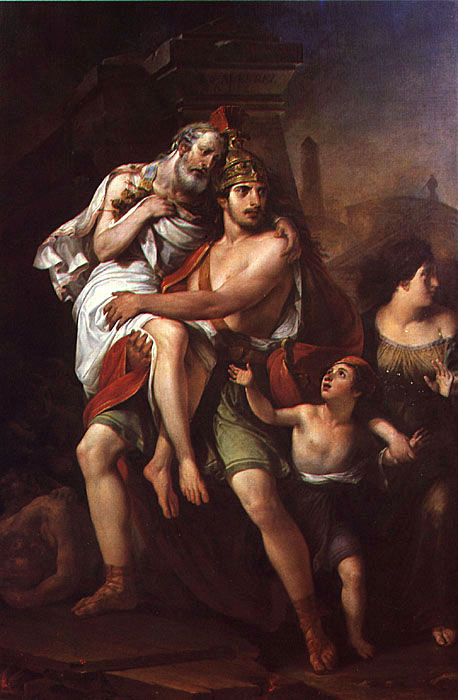
António da Fonseca: Eneias Salvant el seu Pare Anquises de l'Incendi de Troia, 1855. Palau Nacional de Mafra
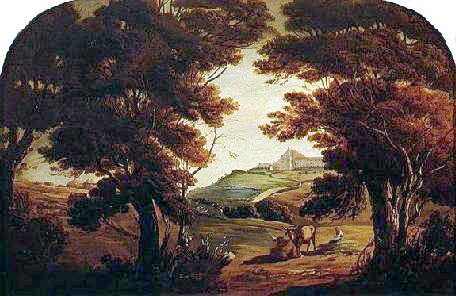
Tomás D'Anunciação: Vista de la Roca de França, Lisboa, 1857. Museu del Chiado

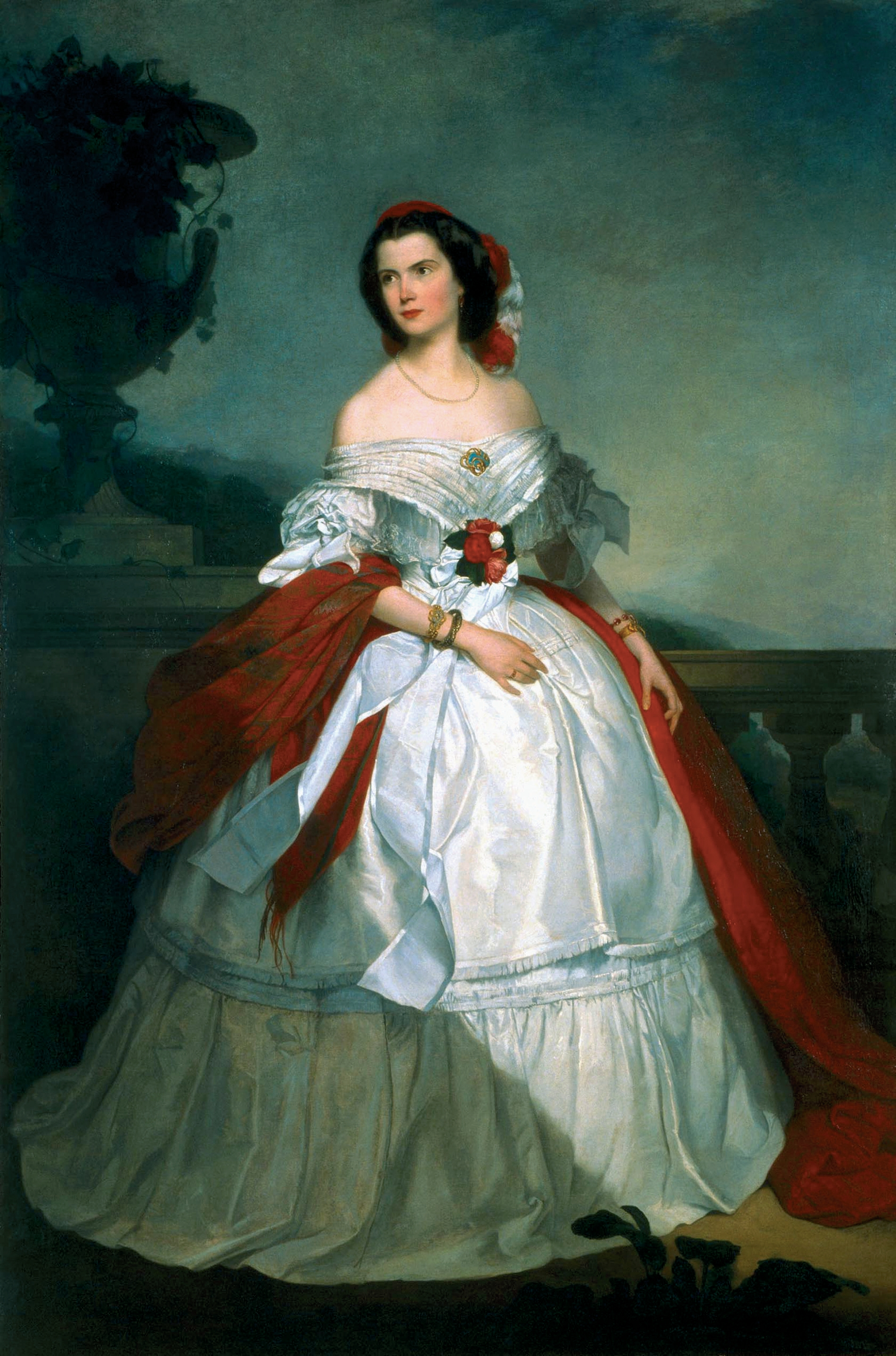
Visconde de Meneses: Retrat de la Comptessa de Meneses, 1862. Museu del Chiado
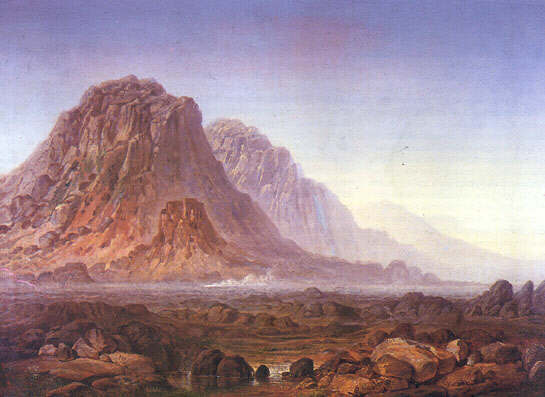
José Rodrigues: Penya-segats de la Manxa
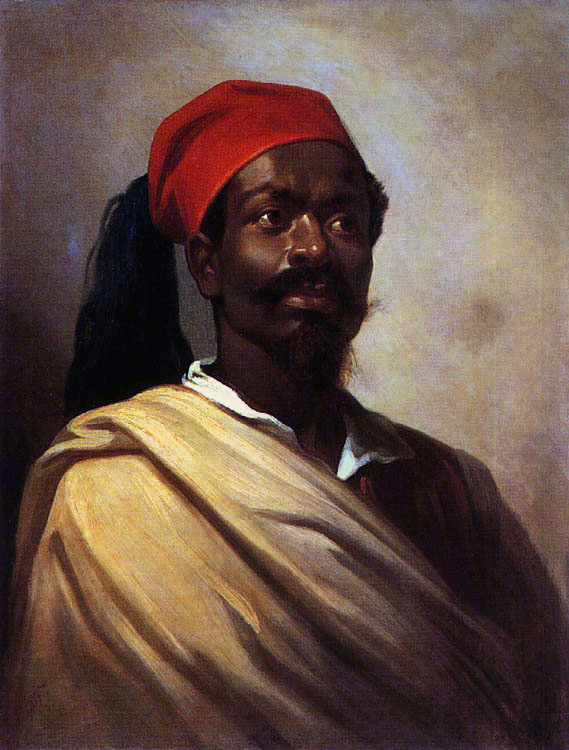
João António Correia: El negre, 1869. Museu Nacional Soares dos Reis
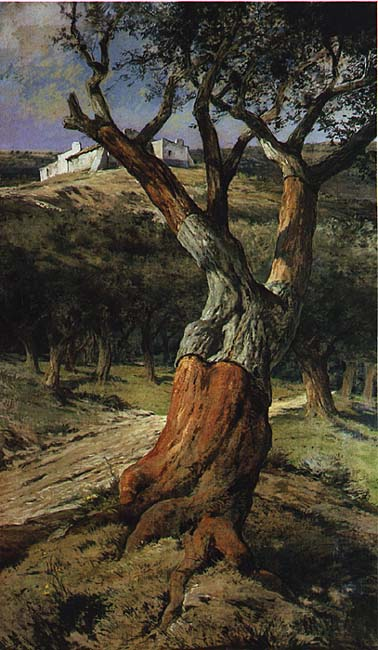
D. Carlos I: La surera, 1905. Palau Ducal de Vila Viçosa

## Naturalisme i escoles associades
Les tres últimes dècades del segle XIX van ser un temps de canvis estètics ràpids a Portugal, centrades en la temptativa de redefinir el perfil de l'art, de la cultura i de la identitat portugueses. Es va fundar la Societat Promotora de les Belles Arts a Lisboa, proposava un art més avançat, i gràcies a la crítica de Latino Coelho i Ramalho Ortigão, de la literatura d'Antero de Quental i Pinheiro Chagas, entre d'altres, i de l'activitat d'un grup de joves revolucionaris de Coïmra, l'anomenada generació del 70, que s'inclinaven al realisme, es va iniciar un seriós qüestionament al model polític i econòmic vigent, de l'art acadèmica que comptava amb l'oficialitat i de la sensibilitat romàntica, que a aquestes altures ja semblaven acrònics. El moviment va tenir força oposició per part de les autoritats, especialment en l'episodi de les Conferències del Casino, temeroses de l'amenaça d'una subverció de l'ordre social.

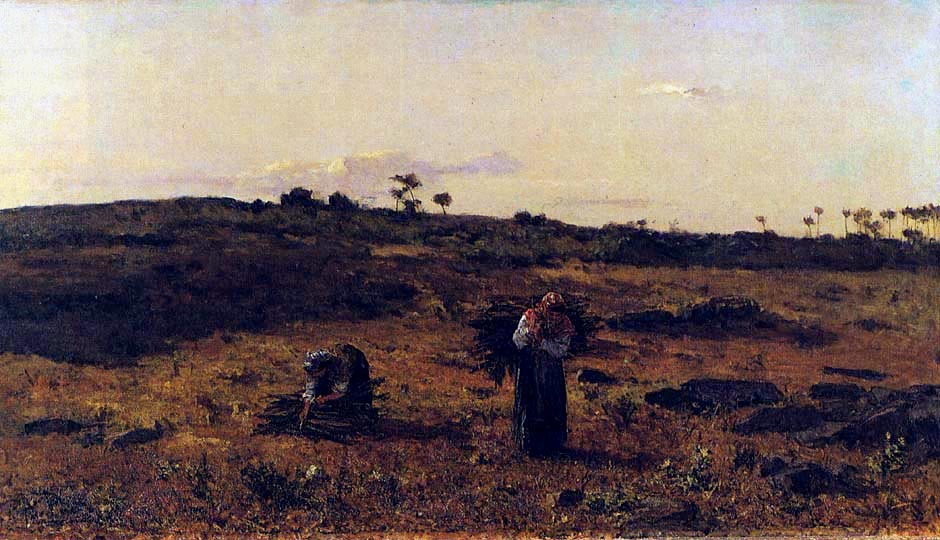
Antonio Carvalho de Silva Porto: Bruguera de Belas al Pôr-do-Sol, 1879. Museu del Chiado

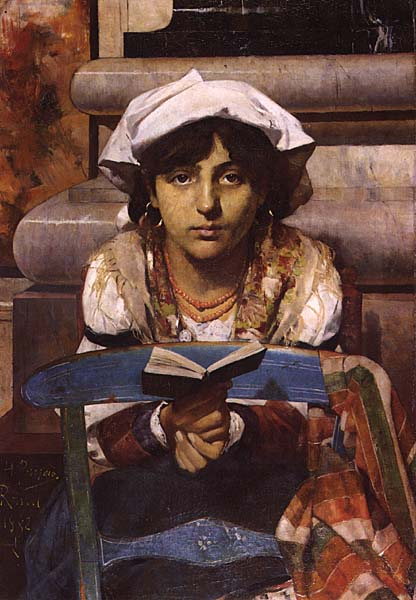
Henrique Pousão: Cecília, 1882. Museu Nacional Soares dos Reis

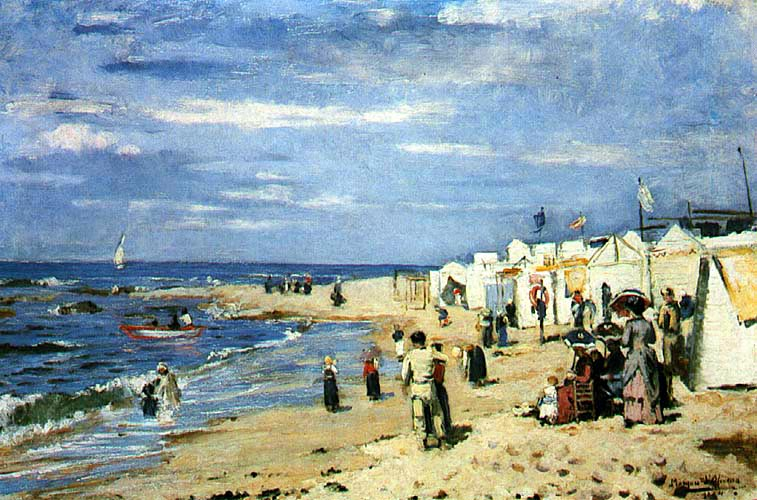
Marques de Oliveira: Platja de banys, 1884. Museu del Chiado

Malgrat que Roma encara seguia sent un important centre d'aprenantatge, l'art italià va començar a perdre el seu atractiu i la penetració de la influència francesa es va fer cada vegada més forta, i molts artistes es van dirigir a París a estudiar. Allà, van entrar en contacte amb les noves tendències del paisatgisme líric de l'Escola de Barbizon i de l'art de Courbet, Daubigny, Degas i Manet, amb una Portugal fervent de noves idees, trencant el relatiu aïllament que hi reinava fins llavors; amb les estranyes excepcions d'artistes paisans. Tot aquest art nou era essencialment burgès, combatia els privilegis de les elits, buscava nous recursos tècnics en direcció a una pintura més solta, distant del rigor acadèmic i els seus temes heroics i mitològics que res tenien a verure amb la realitat immediata, i cultivaven un gran interès vers les possibilitats de fer un art amb segell social. Així, els pintors es van dedicar a fer un descripció més objectiva del món que els era proper, sense tenir com a principal intenció captar la bellesa, sinó abordant la vida de la gent tal com era en els seus aspectes diversos, i practicant a l'aire lliure un paisatgisme que ja no tindria l'atmosfera idealista dels romàntics. António da Silva Porto, Marques de Oliveira, Henrique Pousão, Sousa Pinto i Artur Loureiro van ser dels primers a adoptar aquesta nova línia de treball.
Just en la dècada següent, la pintura es va dirigar cap al naturalisme, que va estendre la seva influència fins i tot dins de l'Acadèmia Reial de Belles Arts, on estava fent classe Silva Porto, que va ser alumne de Daubigny i va reunir tota una nova generació d'entusiastes artistes al seu entorn. El seu lloc de trobada informal era la Cervesaria Leão de Ouro, i és per això que el grup va passar a ser conegut com el Grupo do Leão, format per João Vaz, António Ramalho, Cipriano Martins, Columbano Bordalo Pinheiro, Rodrigues Vieira, Rafael Bordalo Pinheiro, Henrique Pinto, Moura Girão, Ribeiro Cristino i José Malhoa. El grup va tenir notable importància en la renovació de la pintura portuguesa i va rebre fins i tot el suport de la casa reial, tot i que mai no van ser unànimes en termes de crítica artística. Es va fundir en diversos graus l'objectivitat i el sentit de compromís social del realisme amb rastres de tècnica impressionista i la seva noció d'autonomia de l'obra d'art, en favor d'un nucli naturalista més espontani, en un corrent que tindria un impacte de llarga durada en la pintura portuguesa. Aquest moviment eclèctic continuaria durant el segle XX amb gran vitalitat i romandria com una de les més poderoses influències en la pintura portuguesa fins a mitjans de segle, malgrat que s'enfrontaria a la concurrència d'escoles modernistes que sorgirien en la dècada de 1920 i enriquirien el panorama de la pintura local. Carles I també es va dirigir al naturalisme en la seva obra, i altres noms mereixedors d'atenció van ser els de José Veloso Salgado, Alfredo Keil, Roque Gameiro i Luciano Freire, juntament amb Carlos Reis, una figura de significativa acció dinamitzadora donant aules a l'Acadèmia i estimulant la creació de nombroses organitzacions promotores d'art, com la Societat Silva Porto, el Grup Aire Lliure i sent un dels cofundadors de la Societat Nacional de Belles Arts. Va ser ell que va reconèixer públicament la importància de la precursora Silva Porto en la formulació d'un nou llenguatge artístic a Portugal, dient:
"Qui dels meus col·legues d'escola no recordarà amb tristesa aquelles excursions artístiques, a les tardes càlides de l'estiu, quan seguíem l'estimat mestre, sostenint en les seves pesades espatlles el bagatge de paisatgista, caminant infatigablement per dreceres i carrils, buscant un motiu que retingués la seva ànima d'artista, que vibrés a l'uníson amb el seu temperament de colorista?
"I nosaltres, llavors, formant un cercle al voltant del mestre, amb els ulls fixats en els tabús que a ell tant li agradava pintar, assistíem a un prodigi: d'aquell troç de fusta sorgia la collita daurada pel sol ardent de juliol, tan característiques dels voltants de Lisboa, però tot tan real, tan simple, de veritat i d'emoció, que es diria que el mestre no pintava amb els colors de la seva paleta insubstituïble, sinó amb la llum mateixa, que sobre ella fluïa, perquè tota la seva obra era llum; i era la llum que, per la seva inspiració, guiava els nostres primers passos d'artistes; i la llum que encara avui ens il·lumina; és la llum que brilla com la més resplendent de l'art portuguès!"

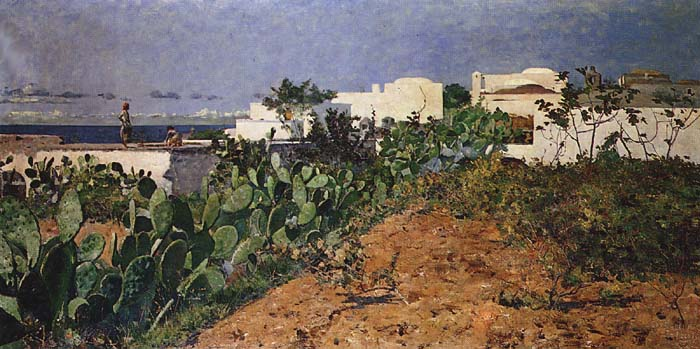
Henrique Pousão: Cases blanques, 1882. Museu Nacional Soares dos Reis
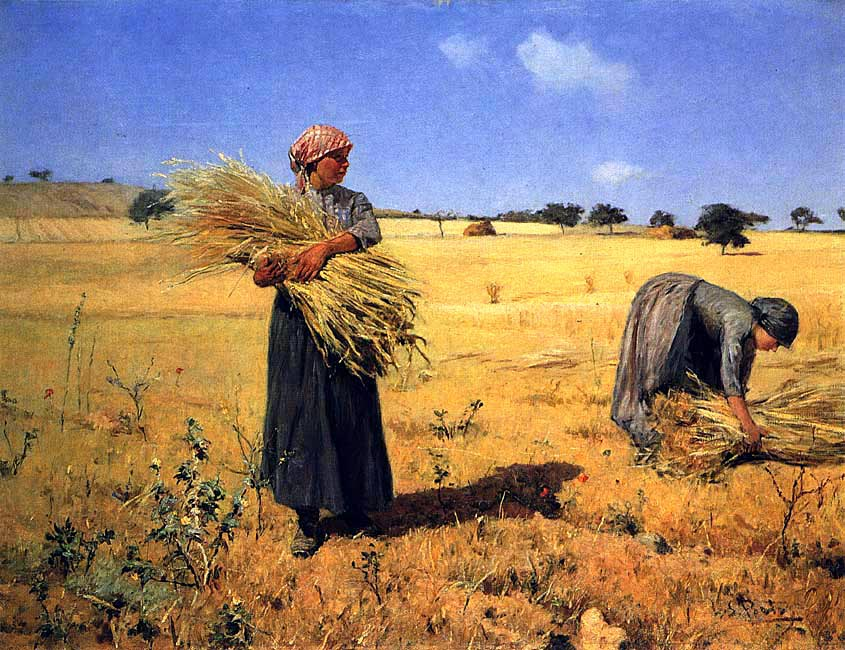
Silva Porto: Collita - recol·lectors, c. 1893. Museu Nacional Soares dos Reis
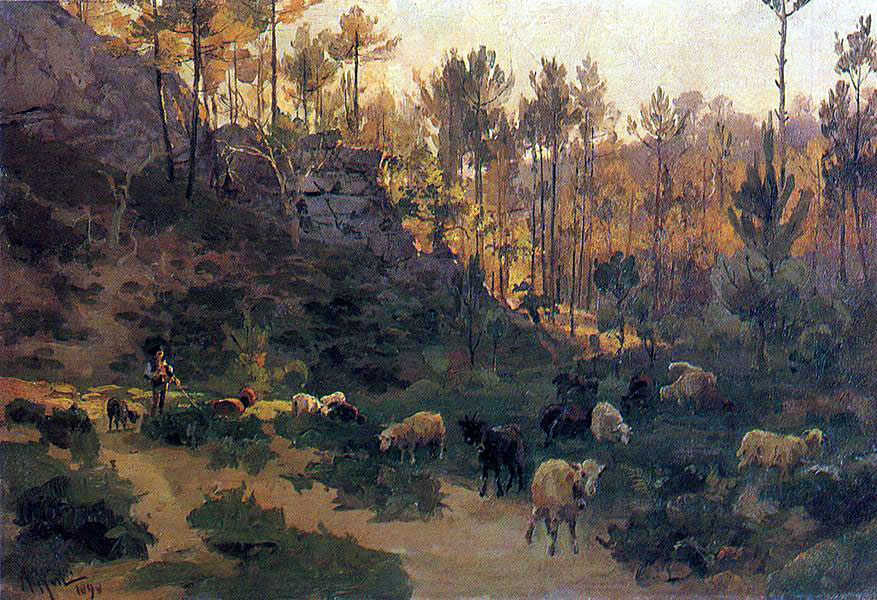
Alfredo Keil: Un ramat a Sintra, 1898. Museu del Chiado
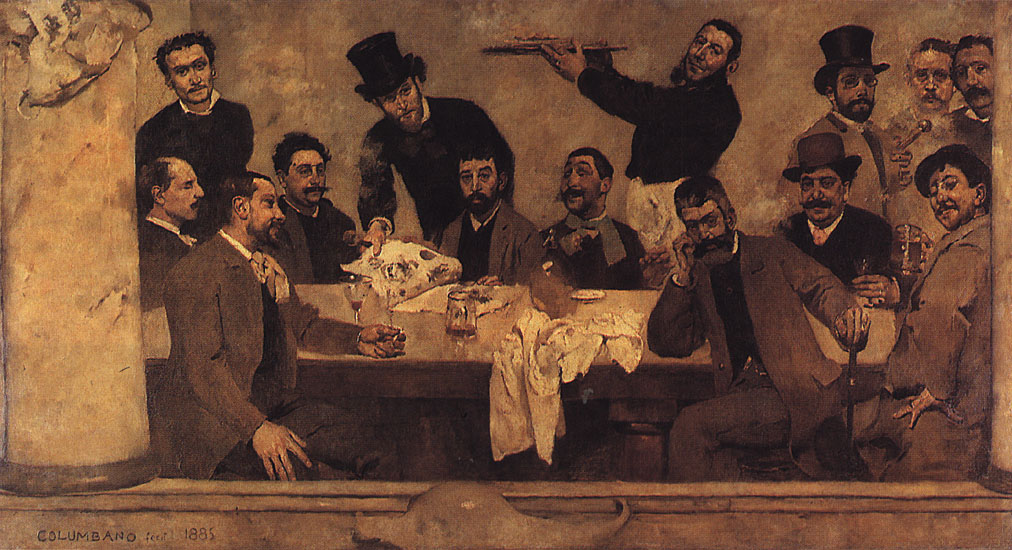
Columbano Bordalo Pinheiro: El Grup de Leão, 1885.

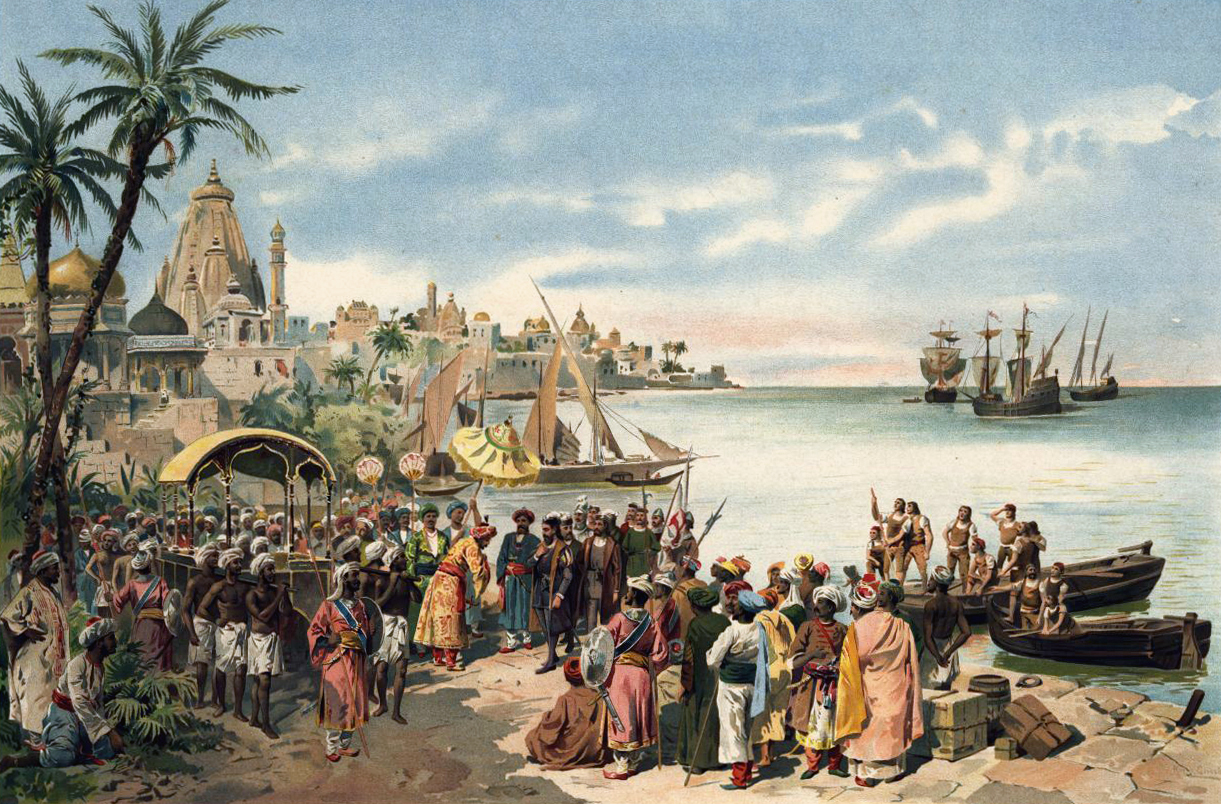
Roque Gameiro: L'arribada de Vasco da Gama a Calicute l'any 1498, 1900. Biblioteca Nacional de Portugal
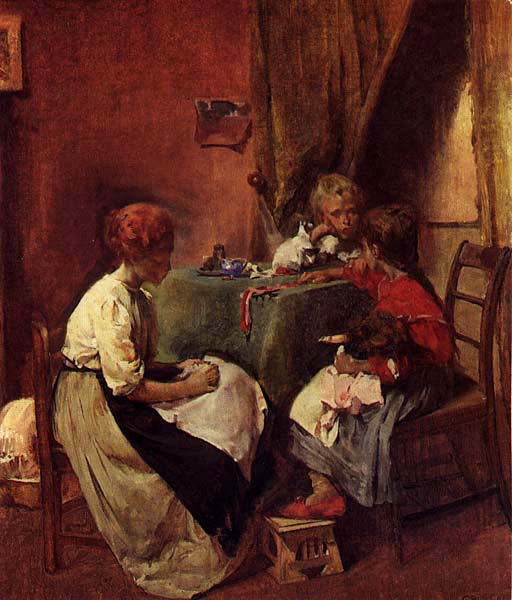
Aurélia de Sousa: Sopar familiar, 1911. Museu Nacional Soares dos Reis
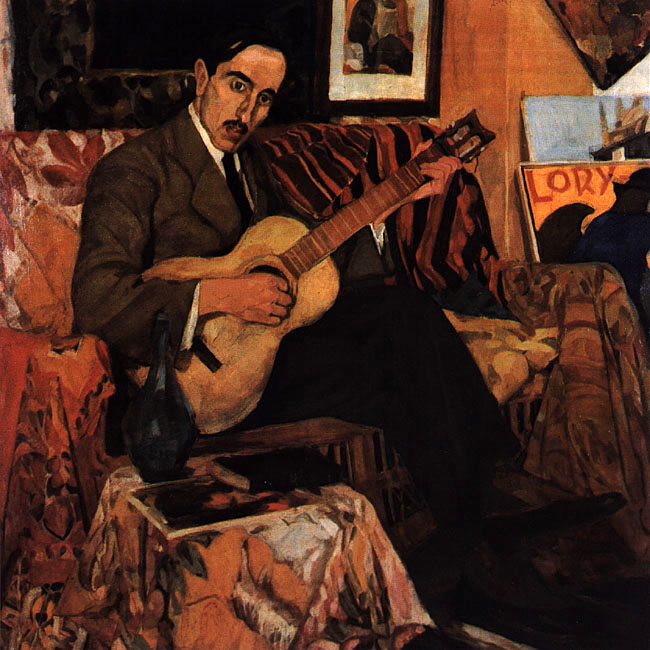
Armando de Basto: Tocador de viola, 1918. Museu Calouste Gulbenkian
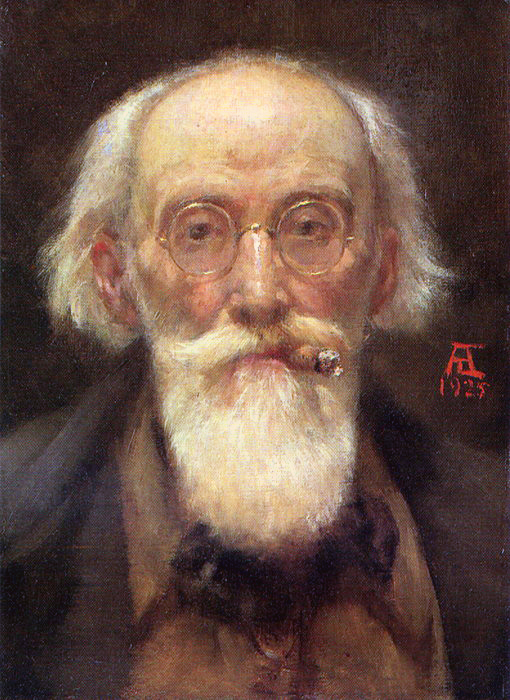
Artur Loureiro: Autoretrat, 1925. Museu Nacional Soares dos Reis

### Decadentisme, persistència del naturalisme i primer modernisme
El fenomen de la persistència del naturalisme a Portugal en el segle xx, que internacionalment va ser marcat per la renovació modernista, es deu a diversos factors. Al llarg de tot el segle xix els intel·lectuals portuguesos van lluitar, sense gaire èxit, per elevar la moral de la ció, en una fase en què el país se sentia fràgil i inferioritzat en l'escenari europeu, sotmès a Anglaterra i incapaç de revertir el quadre d'endarreriment i decadència en què es trobava des de l'inici del segle. L'ultimàtum britànic de 1890 va posar fi a l'esperança que Portugal es reorganitzés en un nou avenç colonialista, generant un descontentament passadista i melancòlic que va ser aprofundit com a influència d'una literatura neoromàntica derivada de l'obra de Garrett, que tan sols va servir per evidenciar encara més l'estat de ruïna de la cultura portuguesa abans distant de les realitzacions dels segles xiv i xv. L'única redempció albirada d'això seria la pel·lícula de la Dinastia Bragança - acusada de ser la responsable de la decadència portuguesa - seguida d'una regeneració espiritual basada en l'antiga Portugal aldeana, que encarnava ara una funció mística i arquetípica de puresa i simplicitat. Guerra Junqueiro va expressar aquest sentiment en els versos:

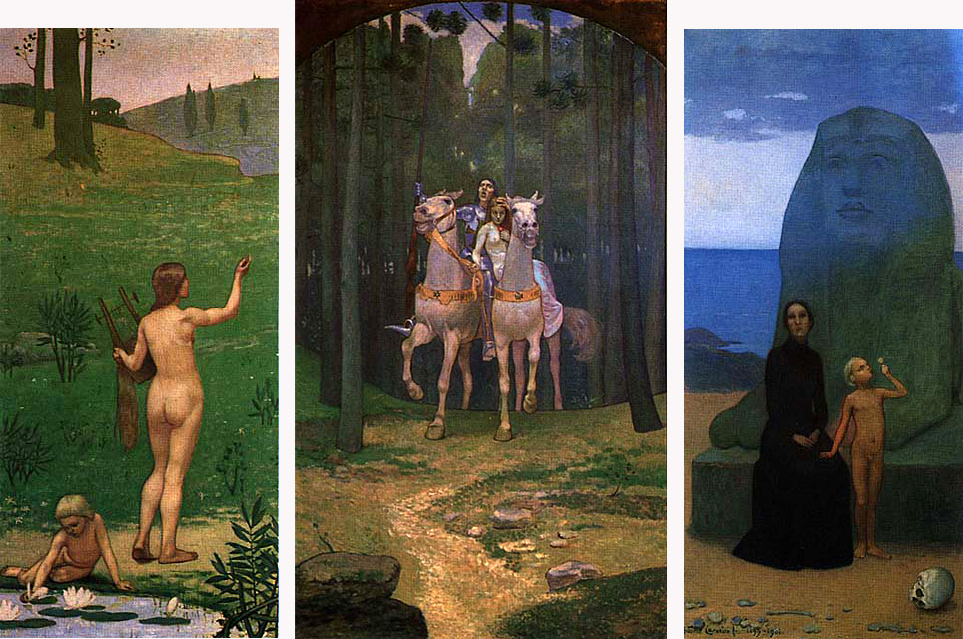
António Carneiro: Tríptic La Vida: l'Esperança, l'Amor, la Tristor, 1899-1901. Fundació Cupertino de Miranda

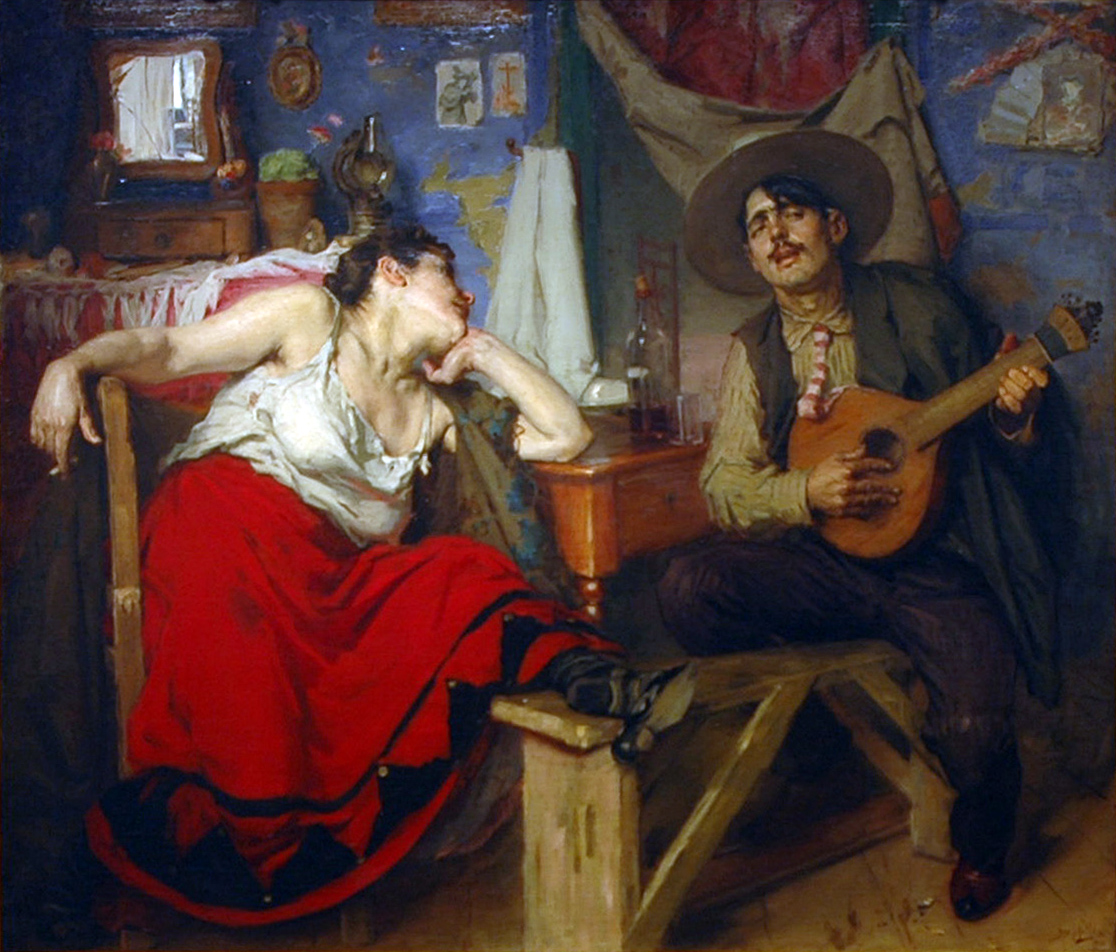
José Malhoa: El fado, 1910. Museu de la Ciutat de Lisboa

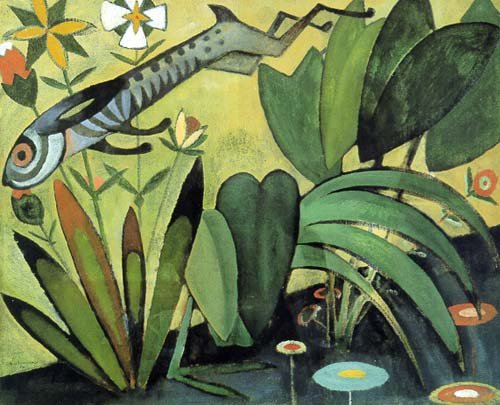
Souza-Cardoso: El salt del conill, 1911

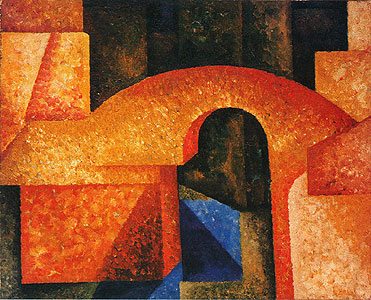
Souza-Cardoso: Pont, c. 1914

"Que é da grandeza heróica do passado,
Que é das tôrres d'outrora olhando o mar?!…
Blocos no chão, vestidos d'heras,
Ameias, gárgulas, esferas,
Poeiras de sonhos, de quimeras,
Luto, nudez, desolação,
Eis os restos de tantos extermýnios,
De tanta dôr e tanta maldição!…"
Que, en català serien:
"Què n'és de la grandesa heroica del passat,
Què n'és de les torres que en altres temps miraven el mar?!...
Blocs al terra, coberts d'heura,
Merlets, gàrgoles, esferes,
Pols dels somnis, de les quimeres,
Dol, nuesa, desolació,
Heus les restes de tants exterminis,
De tant dolor i tanta maledicció!..."
En aquest ambient decadentista que s'explica a l'obra singular d'António Carneiro, que va dirigir la tècnica naturalista cap a construcció simbolista, privilegiant temàtiques oníriques i un paisatgisme que fuig a l'acondicionament de les descripcions naturalistes, remetent cap a un abordatge més purament pictòrica de l'obra. Quant al públic consumidor de l'art, format principalment per la burgesia, en les dècades anteriors havia estat sempre conservador i poc exigent en termes estètics i crítics, principalment per la seva desinformació, causada per la posició perifèrica del país en realció als grans centre d'avantguarda, i també pel suport poc eficient de les instàncies oficials per una renovació més profunda, i per l'atmosfera política sempre conturbada, ja fos amb el Partido Republicà Portuguès - moviment republicà - com més tard amb el seu successor l'any 1910 assumís el poder.
El nou govern republicà, que des de llavors es va aprofitar de l'art amb finalitats propagandístiques, reiterava l'apel·lació de la implementació d'una cultura nacionalista, mitificava el progrés i realimentava antigues idees romàntiques que tenien en el naturalisme una nova forma de representació, s'aferraven a una figuració amb fortes referències al paisatge portuguès i als costums i al folklore del poble. Aquests factors, sumats a la longevitat dels primers naturalistes, ara elevats al prestigi de mestres nacionals, només podria resultar en una supervivència del naturalisme fins a una data en què aquest estil ja havia desaparegut en la major part dels altres països on havia aflorat.
En la dècada de 1920, el naturalisme donava senyals d'estancament i el mercat començava a acceptar estètiques més avançades a partir de l'obra d'Almada Negreiros i Guilherme de Santa-Rita, amb la presència del pintor Robert Delaunay, que va estar al país una temporada, de la intervenció dels escriptors Fernando Pessoa i Mário de Sá-Carneiro, i dels caricaturistes, que es permetien solucions plàstiques més llançades, donant origen a una dicotomia estètica que va ser comentada per Agostinho de Campos en els següents termes:
"Ara estem en el segle XX i tenim molts pintors i molta pintura, però poca fe, idees incertes i contradictòries, inestabilitat en tot, ànsia de novetats i impotència per assentar altres fonaments espirituals en l'art, en un món i en un temps en què les pròpies bases de la política, de la ciència, de la filosofia, de la moral es sacsejaven i oscil·laven. L'art sencer, orfe d'incitacions religioses i de fonaments intel·lectuals, es va refugiar en si mateix, allunyant-se sovint del propi assumpte, i molts cops caient en el delirant narcisisme tècnic.".
Però el gran pioner del modernisme portuguès en la pintura va ser Amadeo de Souza-Cardoso, que va estudiar a París, on va entrar en contacte amb l'avantguarda. Perseguint una multiplicitat de nous estils com el cubisme, l'orfisme, el dadaisme, sempre amb forta tendència a l'art abstracte, i amb especial interès per la plasticitat de l'art africà i oriental, el conjunt de la seva obra és un verdader resum del panorama dels principals corrents que es practicarien en aquells anys a Portugal. L'any 1915, va presentar més de cent obres en una exposició a Porto que duria el nom d'Abstraccionismo, i que va ser rebuda amb insults i un rebuig general per part del públic general. En mostrar aquestes obres a Lisboa tot seguit, va tenir una recepció una mica més favorable, seguint un camí aplanat pels elogis que li van fer Almada Negreiros i el grup de la revista Orpheu.

## Modernisme

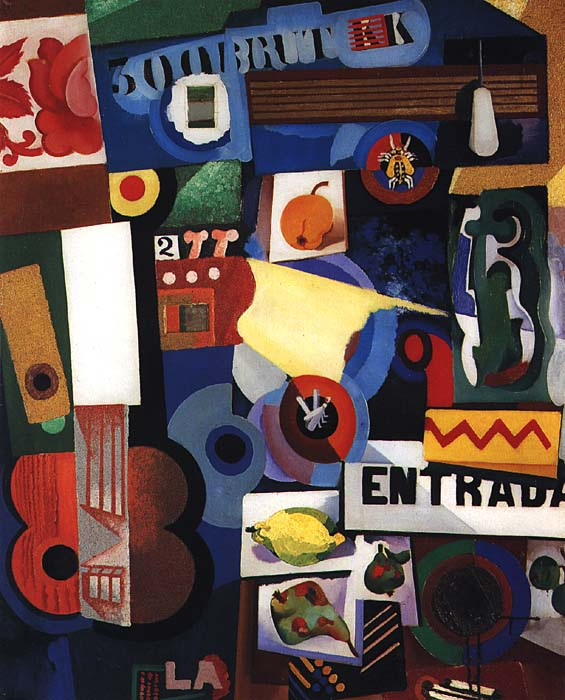
Souza-Cardoso: Entrada, 1917

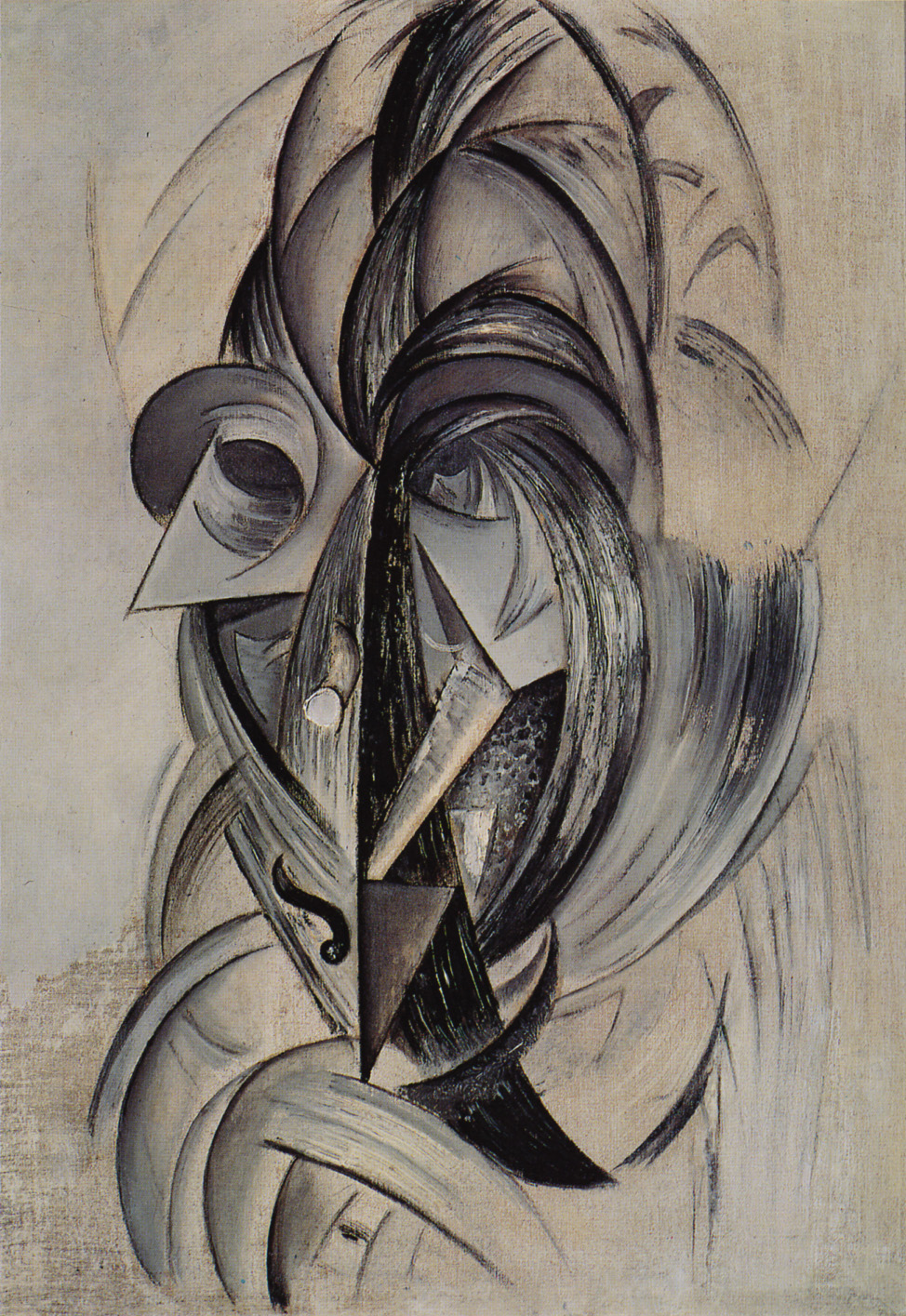
Guilherme de Santa-Rita: Cap, c. 1910.

El modernisme portuguès, en línies generals, va acompanyar el moviment internacional en els seus propòsits i formes d'acció. En els inicis del segle, les innovacions en la ciència i en la tecnologia i el nou model de vida de les grans ciutats van ser elements que van exercir un impacte decisiu en el món de l'art, ja que el modernisme és en essència un art urbà que no pot ser concebut fora del paisatge urbà. Totes les escoles d'avantguarda de l'època -cubisme, suprematisme, futurisme, etc - d'una forma o una altra estaven lligades al progrés i a les transformacions que van patir les ciutats, en especial les metròpolis regionals, el desenvolupament de les quals s'accelerava respecte al d'altres llocs. I l'adveniment de la república, ensorrant una sèrie de monarquies europees a l'inici del segle xx, va ser tot just un reflex d'una nova visió del món que despuntava a l'horitzó, una estructura de la societat i les relacions interpersonals, en què els privilegis irracionals del bressol serien abolits i en què el mèrit i els drets dels ciutadans comuns fonamentarien el nou model social. Reflectint aquesta atmosfera, l'art modernista només podia assumir una funció revolucionària, qüestionant de forma directa i agressiva tot el sistema de representació antic, considerant una de les seves expressions de les convencions de les antigues aristocràcies, un triomf de la visualitat, de la materialitat pura i de l'autonomia de l'obra d'art, i retratant un escenari urbà que assumia un rostre cosmopolita, en moviment i estimulant. Com va dir Inês Espada Vieira,
"Els homes de les vanguardes eren els homes de l'escàndol, de la confrontació, de la sorpresa. En la seva audàcia, descobririen la poesia en els titulars de premsa i en els cartells lluminós, trobarien els paisatges en la disposició de les lletres i elaborarien els seus quadres olorosos al fum del tabac i al perfum de les dones. Els pintors matarien el tridimensionalisme de la tela renaixentista, els poetes farien de la màquina vers mentre els escriptors en narrarien el moviment. Van ser sincers. Quan van deixar apart la cosa en favor de la idea. Enfocats als seus paisatges interiors, a l'obra, al text escrit o al text pictòric, espiant un món que no era d'imitació, sinó de creació (...). La ciutat és el birthplace de les avantguardes. No hi ha cap altre lloc per la modernitat. Des que a Europa es coneixen com a tals, existeixen les ciutats. Tot i que la ciutat de la modernitat està molt lluny de les capitals de l'edat mitjana, de les ciutats portuàries dels descobriments, de les grans capitals del liberalisme constitucional. La ciutat de la modernitat, l'escenari de les vanguàrdies, és fruit de la Revolució Industrial, fruit del progrés, i, segons Eduardo Lourenço, de la realitat moderna per excel·lència. No és una ciutat qualsevol sinó la metròpoli".
I París en aquest moment històric era la metròpoli per excel·lència. El seu magnetisme secular es va intensificar encara més i hi va haver una gran afluència de joves artistes que buscaven aprendre el que significava ser modern. Al mateix temps, Portugal seguia buscant una identitat cultural, patint crisis polítiques successives i amb la seva condició perifèrica, i fins i tot melancòlic pel seu passat navegador. Però aquesta identitat només podria ser descoberta amb l'experiència de l'alteritat, i la convivència parisenca va ser fonamental per molts dels modernistes, establint una tensió entre nacionalisme i cosmopolitanisme que definia tot el modernisme portuguès i faria que Almada Negreiros, un dels pioners moderns, exclamés:
"A París vaig buscar, és clar, els artistes avançats. Me'n vaig fer amic de bastants. Però, i aquest és el tema, aquesta convivència amb els artistes avançats de París van ser tot just amistats personals. Mai no va aparèixer el motiu que ajuntés el mateix Ideal, el meu art i el de cadascun d'ells […] mai no ens va poder ajuntar amb els més avançats en el mateix Ideal. Per què? Perquè el nostre Ideal no era el mateix. L'art no viu sense la Pàtria de l'artista, vaig aprendre això a l'estranger. Les nostres pàtries eren diferents.".
Les promeses suscitades per la introducció d'aquestes noves estètiques van ser avortades amb la continuació de la Primera Guerra Mundial i amb la sortida d'alguns vanguardes del país, restablint-se el conformisme per més temps. La política cultural de l'Estat Nou, inaugurada l'any 1933 amb la creació del Secretariat de Propaganda Nacional i conduïda per António Ferro, significaria el fi del cicle naturalista i una victòria definitiva del Modernisme, però ara dins d'una poderosa afirmació nacionalista i traçant una forta marca d'expressionisme. Els seus principis es van fonamentar en la proclamació del valor exemplar de la Història, amb la seva galeria de sants i herois, en la fascinació per l'imperi, amb una constant reiteració de la grandesa, i en la valoració d'allò que venia del poble. Aquests principis es van cristal·litzar en la I Exposició Colonial Portuguesa (1934), en el Concurs de l'Aldea Més Portuguesa de Portugal (1936) i de l'Exposició del Món Portuguès (1940), símbols de l'anomenada Política de l'Espírit, nom que tenia a Portugal el projecte de foment cultural i de la propaganda del règim.

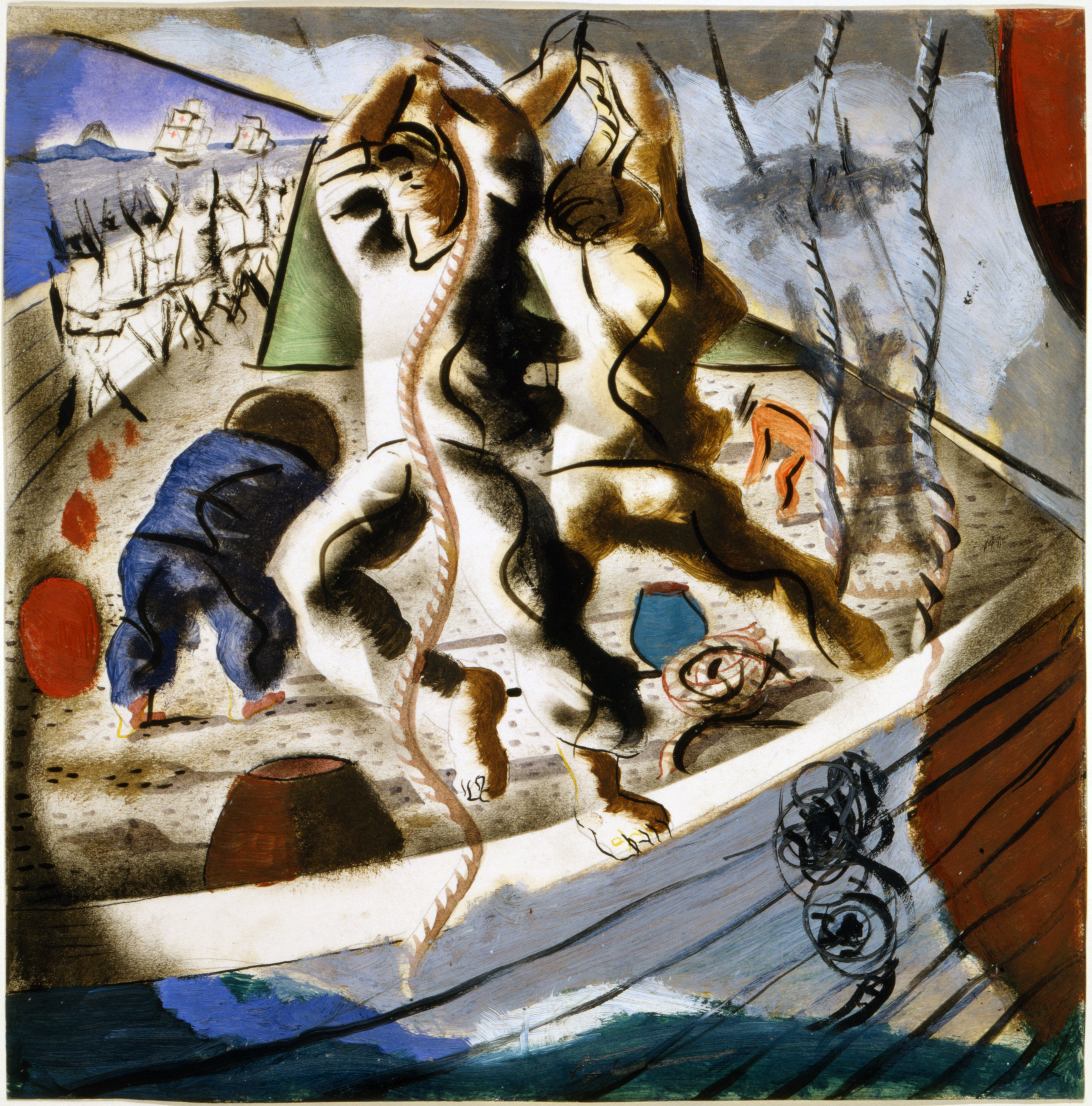
Estudi per a Discovery of the Land mural de la United States Library of Congress, de Candido Portinari.

### Neorealisme i segona generació modernista
Aquest context nacionalista i populista va proporcionar el rerefons de l'èxit de part de les conquestes plàstiques del modernisme primitiu perquè es formulés una nova figuració de segell social, l'anomenat moviment reo-realista portuguès, restablint un diàleg directe amb el públic després de les radicalitzacions abstractes i més o menys hermètiques dels modernistes. L'any 1935, va aparèixer un article d'Álvaro Salema, titulat L'antiburgesisme de la nova cultura, en què defensava un art de caràcter social i humanista. El seu ideari es va consolidar l'any 1939 gràcies a Álvaro Salema, que va sistemitzar aquesta tendència en els escrits a la revista O Diablo, encarant-se amb un art progressista que buscava expressar la realitat viva i humana de la seva època, defensant alhora el retorn a la figuració, en dir que les velles formes podien tenir fins i tot significats rellevants per al progrés, i implicant amb això que el contingut era més important que la forma. Júlio Pomar i Lima de Freitas van ser portaveus importants del moviment, i van prevaldre en els seus escrits i les seves pintures temes que es tornarien icònics del neorealisme: els camperols, el proletariat, els pescadors, la gent comuna en suma, mostrant també la influència rebuda d'Abel Salazar, dels muralistes mexicans i del pintor brasiler Candido Portinari.
Si bé els temes d'Estat Nou i el neorealisme van estar d'acord, no sempre va ser així amb la ideologia i el mètode, ja que el govern s'inclinava cap al feixisme autoritari i alguns pintors es van vincular al Partit comunista, llavors en la clandestinitat, generant un intens debat estetico-polític en un moment en què l'apartidisme era vist amb mals ulls pels intel·lectuals i la censura ideològica i les persecucions polítiques estaven a l'ordre del dia. S'ha de mencionar també en aquest període el paper del surrealistes, amb pioners com António Pedro i Mário Cesariny, juntament amb António Dacosta, Marcelino Vespeira entre d'altres, esgarrifats pels horrors de la Segona Guerra Mundial, amb una forta càrrega de l'irracionalisme, l'automatisme i l'anarquisme en les seves obres i explorant els meandres de la psicologia de l'inconscient i les possibilitats plàstiques del text escrit, tot i identificar-se amb la bandera reformadora dels neorealistesi ser objecte també de persecucions. Els surrealistes van ser la causa del sorgiment d'un tipus especial d'abstracció a Portugal, l'abstracció lírica, cultivada per Fernando Azevedo, Fernando Lanhas, Joaquim Rodrigo, René Bértholo, Vespeira i alguns altres. En l'abstracció geomètrica, hi van destacar Rodrigo i Nadir Afonso, entre d'altres. Cal mencionar encara Maria Helena Vieira da Silva, malgrat que la major part de la seva producció va ser feta a l'estranger.
En la dècada de 1950 la polèmica entre el formalisme i l'abstracció moderna i entre la contentació i el figurativisme neorealista encara seguia encès, potenciada per la continuïtat d'una tradició acadèmica retrògrada. Alguns dels noms de la nova generació, que es perfilava en una recerca d'un art socialment relevant però treballant sobre bases diversificades, van ser Querubim Lapa, João Navarro Hogan, Augusto Gomes, Arlindo Vicente, Mário Dionísio, Avelino Cunhal, Nuno San Payo, Manuel Ribeiro de Pavia, Cipriano Dourado, Maria Barreira, Vasco da Conceição, Jorge Vieira i Lagoa Henriques. Crític amb l'Exposició General d'Arts Plàstiques de 1951, Lima de Freitas va reiterar la crida perquè els joves artistes no deixessin apagar l'entusiasme amb relació a les qüestions socials i que no permetessin que el sentimentalisme, el formalisme i el lirisme exacerbat ofusquessin la "realitat brutal i impetuosa de les coses i dels homes" i que es desfessin del retrat quotidià en un art compromès amb la reforma del món per un futur millor. Fundamentalment, tota la dècada de 1950 seguiria en aquesta transició entre la figuració i l'abtracció.

## Art contemporani

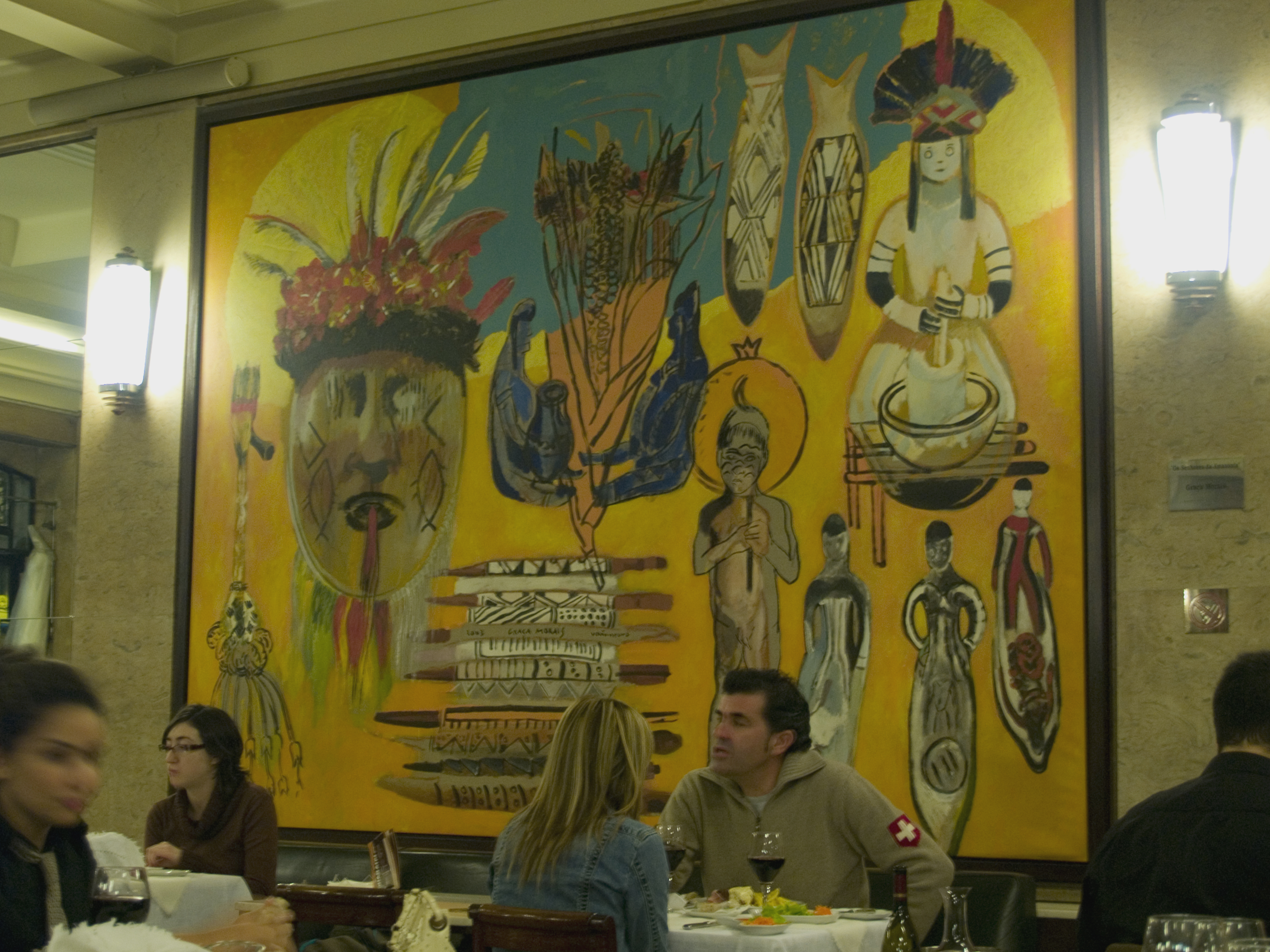
"Els senyors de l'Amazones", pintura de Graça Morais al Café Guarany.

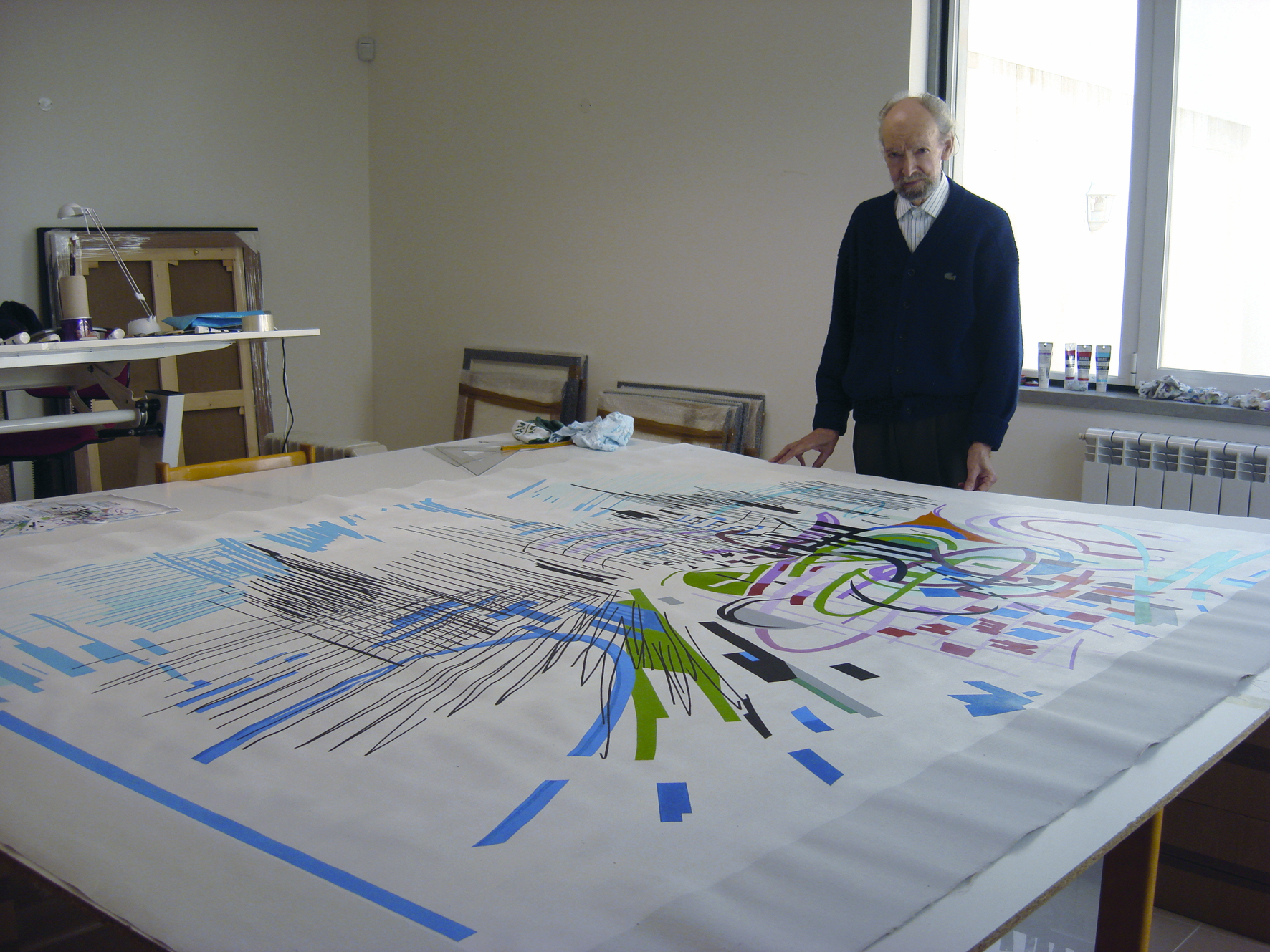
Nadir Afonso i la seva obra Sevilla.

Els anys 1960-70 van ser marcats per una crisi internacional en l'art. Les tradicionals formulacions de pintura es trobaven aparentment esgotades, havent estat experimentades totes les formes imaginables de figuració i d'abstracció. El significat del propi llenguatge pictòric es qüestionaria pel sorgiment de l'art conceptual, que buscava una dissolució de fronteres entre les tradicionals categories artístiques -pintura, escultura, dansa, teatre, etc -i la creació d'una nova forma de pensar el diàleg amb l'espectador, exigint un participació més activa en el procés creatiu i contemplatiu. Van sorgir les performances, l'art corporal, l'art cinètic, les instal·lacions artístiques i la pintura va migrar cap a nous suports, va assimilar nous materials, es va desmaterialitzar, va redefinir el seu caràcter de representació i va deixar de destacar especialment entre les arts, fonent-se en un nou concepte d'"art total", en què la paraula i la idea -el concepte- van passar al primer pla. El trencament d'aquests paràmetres i l'experimentalisme van esdevenir norma i la cultura va començar a massificar-se. A Portugal, la fase va tenir contradiccions entre els residus del modernisme i del naturalisme i la necessitat urgent de renovació, urgència en part sufocada per l'inici de la Guerra colonial portuguesa, el distanciament dels moviments internacionals de 1968 i la continuïtat d'Estat Nou després de la mort del dictador Salazar, i una mudança efectiva, en un clima de llibertat d'expressió genuïna, que seria d'esperar pel restabliment de la plena democràcia. Així mateix, la pintura, en tant que gènere autònom, va resistir la pesada crítica dels conceptuals, contra els mètodes tradicionals i va començar a mostrar les seves influències del Pop-Art, de l'art minimalista i l'art òptic.
Dels anys 1980 en endavant, es van consolidar en l'àmbit oficial projecte d'educació artística a nivell escolar per a l'estímul de la creativitat, evidenciant que la mentalitat vigent j es mostrava receptiva a un alliberament de les convencions tradicionals i emmirallat en el fi de la dictadura en el país. S'observa una continuïtat en els qüestionament conceptuals juntament amb una vigorosa represa de les formes tradicionals de pintura, en l'anomenat moviment internacional postmodern, que va fer una reavaluació de tota tradició pictòrica ancestral i va iniciar una apertura per a nous temes, tenint la vida urbana cosmopolita com a focus central, amb el seu elenc de nous desafiaments - el moviment ecologista, la política, el xoc generacional, la violència, la sexualitat i la igualtat de gèneres, la multiculturalitat i la globalització de la cultura, juntament amb el sorgiment de nous mitjans com l'ordinador, Internet i l'art de carrer. El mercat d'art es va expandir, es van obrir noves galeries, però aquest moment històric d'una irresistible pluralitat va representar el final de les utopies. La pintura va deixar d'atendre les ideologies preestablertes i ara serveix principalment com a expressió de poètiques individuals, com declara Miguel Leal:
De fet, la globalització i l'acceleració del flux d'informacions, amb l'establiment d'una xarxa de vasos comunicants que es va anar tornant cada vegada més complexa, marquen indeleblement l'art portuguès d'aquest període. Aquesta qüestió perifèrica sempre va ser central en el domini artístic portuguès, i és impossible pensar les últimes dècades sense remetre constantment fora d'aquest petit univers que és nostre".
Enlloc de ser vist com un problema o com una font de confusió i indefinició identitària, aquesta diversitat i aquest cosmopolitisme van ser considerats la naturalesa verdadera dels temps moderns i la seva força més legítima, sent impossible ignorar-los sense prejudicis de la cultura portuguesa d'aquí en endavant, fins i tot perquè històricament havia deixat una marca profunda en moltes partes del món. En aquest sentit, Portugal va emergir com una referència ineludible en l'estudi de la globalització cultural transcontinental en haver estat un dels primers països a trencar fronteres amb les grans navegacions i amb l'establiment de nombroses colònies a Amèrica, Àfrica i Àsia. Així, els intel·lectuals portuguesos ja estan intentant dissoldre el rencor antic que s'havia creat al voltant de la recerca centenària d'una identitat nacional i tendeixen a veure el passat no només com a memòria i document, sinó com una realitat viva i una perspectiva futura prometedora. Com van dir João Paulo Oliveira i Teresa Lacerda Costa:
"Fins al segle xv, cap civilització tenia consciència de la dimensió verdadera del planeta i de la riquesa humana i geogràfica existent. Al contrari que els imperis que s'havien format anteriorment, els seus imperis nascuts amb la globalització es van assentar inicialment en processos d'expansió marítima. L'avenç de l'Oceà Atlàntic va ser decisiu per a l'inici d'aquest procés. De fet, l'Atlàntic va ser l'últim obstacle per a la circulació de l'home pel Planeta i el viatge de Gil Eanes l'any 1434, per tant, va obrir les portes a la modernitat, en trencar amb la por del mar tenebrós, que va inhibir la circulació per l'oceà i la comunicació entre continents".
La multiplicitat d'estils que s'entrellaçaven o se succeïen amb rapidesa va impedir una definició d'aquest últim períodes històric, més enllà de la d'un nou eclecticisme, que és la tònica de tota la pintura produïda fins al present. És també difícil llistar, de forma no exhaustiva, tots els noms amb obra expressiva en la pintura portugues recent. Seguidament se'n llisten alguns: Nadir Afonso, Álvaro Lapa, Ângelo de Sousa, Armando Alves i els integrants del Grupo Puzzle com Graça Morais, Pedro Rocha, Albuquerque Mendes i Carlos Carreiro; Abreu Pessegueiro, Paula Rego, Alfredo Martins, Fernando Pereira, Manuel Cargaleiro, Barahona Possollo, José Grazina, Manuela Pinheiro, Miguel Petchkovsky, Raul Perez, Rui Amaral. Finalment, es va crear la Fundació de Serralves i del Museu col·lecció Berardo, que, malgrat la seva curta trajectòria, ja són referències internacionals en la divulgació de l'art contemporani a Portugal.